# Kloster Arnsburg
Das Kloster Arnsburg (auch Abtei Arnsberg; lateinisch Monasterium Castrum Aquilae) ist die teilerhaltene Klosteranlage einer ehemaligen Zisterzienserabtei und seit 1977 Stadtteil der Stadt Lich in Hessen, Deutschland. Die Abtei wurde 1174 gegründet und 1803 im Laufe der Säkularisation aufgehoben. Nach dem Abzug der Mönche 1810 fiel das Klostergut an die Grafen zu Solms-Laubach, die Teile der barocken Gebäude der Anlage bis heute als Schloss nutzen, während die spätromanischen und frühgotischen Teile der Kirche als Ruine erhalten sind. Im ehemaligen Kreuzgang befindet sich seit 1960 eine Kriegsgräberstätte.

## Geografische Lage

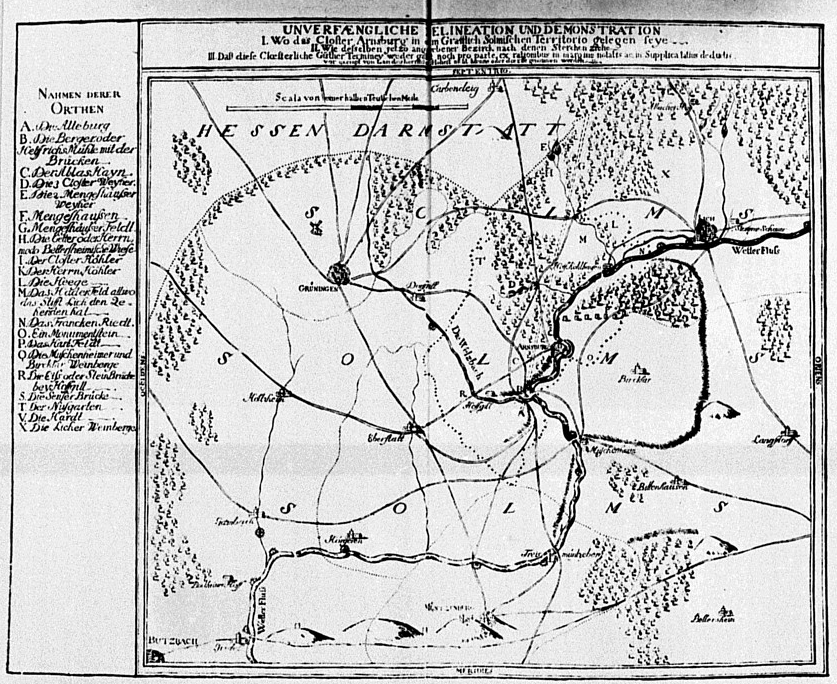
Umgebung von Kloster Arnsburg (Stich aus dem Jahr 1715)

Kloster Arnsburg liegt am Nordrand der Wetterau in der Niederung des Flusses Wetter, unweit der Burg Münzenberg, in unmittelbarer Nähe des Limes. Es ist von Westen her erreichbar über die Abfahrt 36 Münzenberg der A 45 (Sauerlandlinie) und die Bundesstraße 488 Richtung Lich, von Osten aus Lich ebenfalls über die B 488 Richtung Butzbach. Orte der Umgebung sind Lich, Münzenberg, Butzbach und Gießen. Kloster Arnsburg, bis zum 31. Dezember 1976 selbständige Gemeinde mit dem Namen Arnsburg, ist seit dem Abschluss der Gebietsreform in Hessen ein Stadtteil von Lich sowie ein eigener Ortsbezirk mit Ortsbeirat und Ortsvorsteher nach § 81 und 82 der Hessischen Gemeindeordnung.

## Geschichte

### Vorgänger

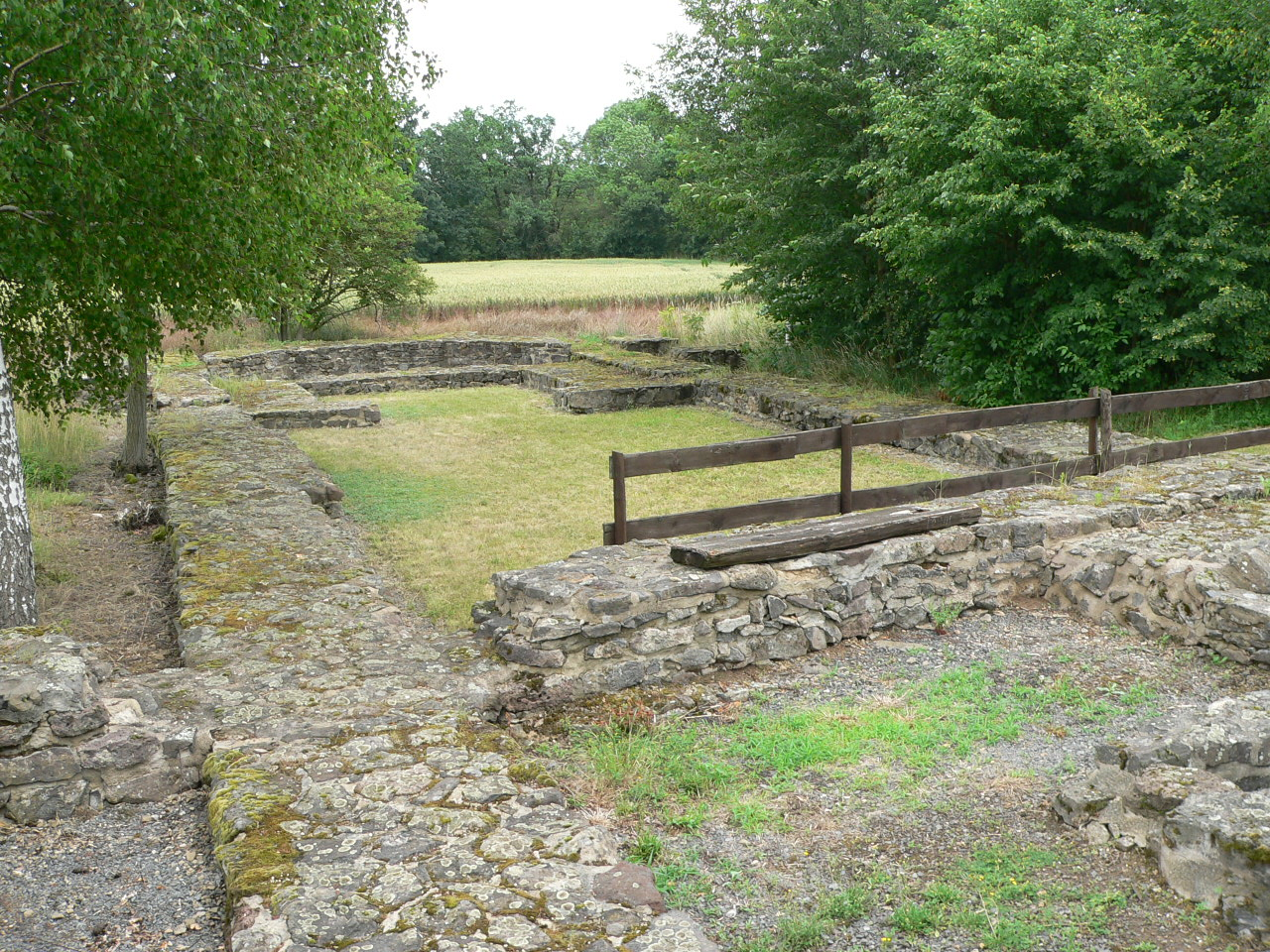
Grundmauern der Burg Arnsburg

Am römischen Wetteraulimes entstand um 90 n. Chr. ein befestigtes Kohortenkastell auf einer Hochfläche über der Mündung des Welsbaches in die Wetter. Mit der Aufgabe des römischen Limes 250/260 wurde das Kastell Arnsburg dem langsamen Verfall preisgegeben. In der Folgezeit besiedelten Franken die Wetterau und in der Nähe des verlassenen Kastells entstanden nacheinander zwei Burgen: Eine kleinere im Nordwestteil des späteren Klosters Arnsburg, die in die Zeit um 800 datiert wird und deren letzte Reste noch 1834 erwähnt wurden, und eine zweite, deren Entstehung um 1000 angesetzt wird. Diese entwickelte sich in vier Bauabschnitten bis 1151. Das Gelände des ehemaligen Kastells gehörte, wie umfangreiche Ländereien im Tal der Wetter, zur Burg Arnsburg, in deren Nähe die mittelalterliche Siedlung Villa Arnesburg lag.
Der erste Burgherr, der Reichsministeriale Kuno von Arnsburg, Gefolgsmann Kaiser Heinrichs III., heiratete 1064 Gräfin Mathilde von Beilstein. Ihre Tochter Gertrud von Arnsburg ehelichte Eberhard von Hagen aus der Dreieich. Beide wählten als Wohnsitz die Arnsburg und nannten sich fortan von Hagen und Arnsburg.
Ihr Enkelsohn Konrad II. und seine Frau Luitgart stifteten 1150 auf dem Gelände des ehemaligen Kastells unweit ihrer Burg das Benediktinerkloster Altenburg, das zur Abtei Fulda gehörte. Als Ausgleich erhielten sie von Fulda 1151 den unbesiedelten Münzenberg und verlegten nach 1156 ihren Stammsitz in die dort neu errichtete Burg. Ihr im selben Jahr geborener Sohn Kuno I. nannte sich als erster der Familie dann von Hagen-Münzenberg.
Die Mönche benutzten mit Duldung der Eigentümer zum Bau ihrer Klosterkirche sowohl Material aus dem Kastell als auch nach 1156 aus der nun verlassenen Burg Arnsburg, die dadurch stark in Mitleidenschaft gezogen wurde. Bereits 1174 endeten jedoch die Baumaßnahmen am Kloster und es wurde aufgelöst.

### Gründung

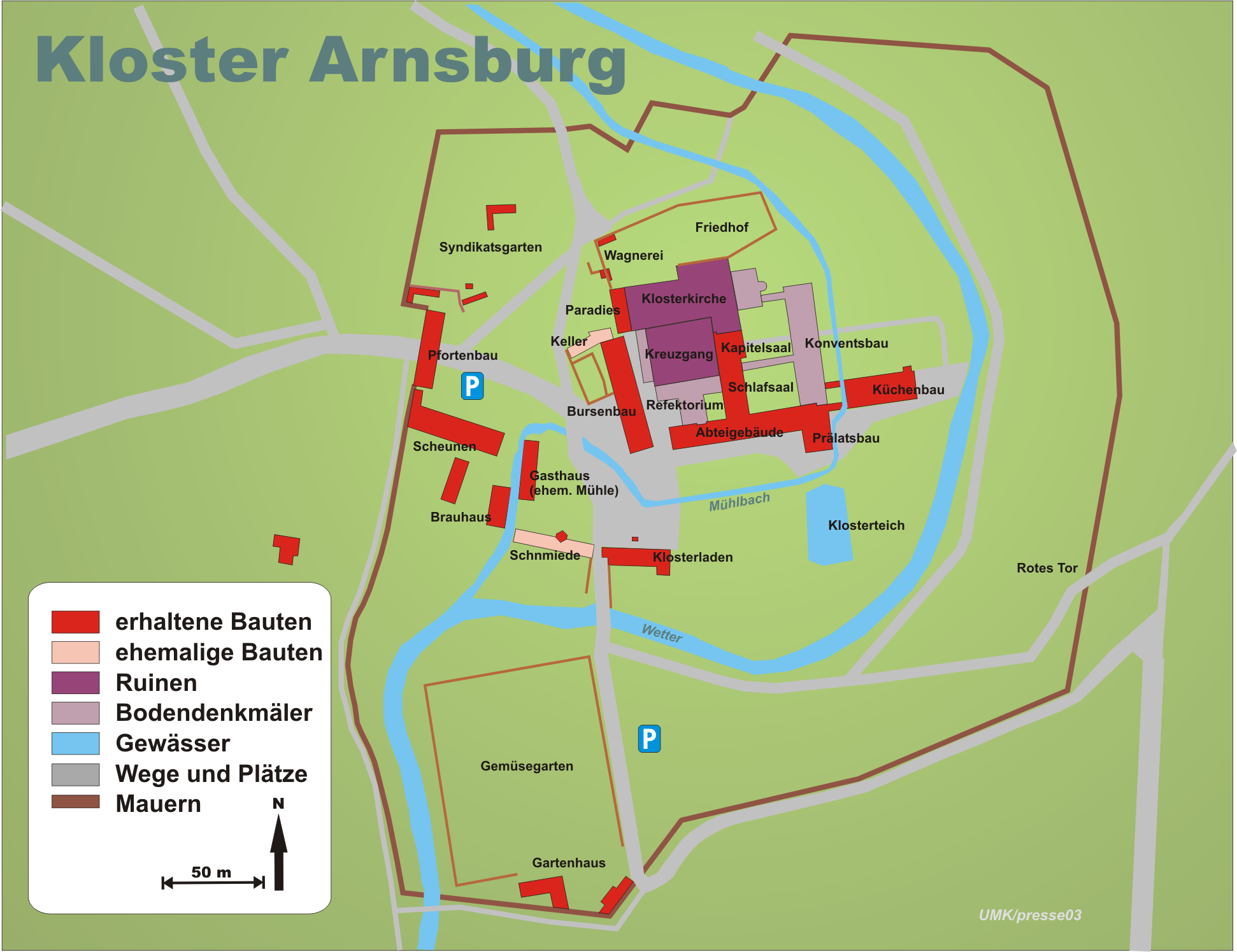
Lageplan Kloster Arnsburg

Nur wenige Monate nach dem Abzug der Benediktinermönche übergab Kuno I. von Münzenberg die Reste seiner Stammburg Arnsburg samt Ländereien dem Kloster Eberbach zur Neugründung eines Zisterzienserklosters in der nahen Flussniederung.
Kuno I. von Münzenberg handelte mit der Berufung eines Zisterzienserkonvents in die Wetterau zeitgemäß. Die Epoche für neue Benediktinerklöster im hessischen Raum war vorüber, Klostergründer wandten sich den neuen Ideen der Reformorden zu. Neben den Erzbischöfen von Mainz traten zunehmend Ministerialengeschlechter als Gründer in Erscheinung. Dabei nahmen die Gründer nicht mehr das seit der Kirchenreform des 11. und frühen 12. Jahrhunderts heftig bekämpfte weltliche Schutzrecht für das Kloster in Anspruch, sondern übertrugen es dem zuständigen Bischof. Zisterzienser, Augustiner und Prämonstratenser beanspruchten grundsätzlich Vogtfreiheit. Kuno I. entschied sich für die Zisterzienser. Am 16. Juli 1174 fand auf Burg Münzenberg eine Versammlung statt, bei der er die Stiftung feierlich an Abt Gerhard vom Kloster Eberbach übergab und den Zisterziensern auch das Gelände seiner ehemaligen Burg Arnsburg mit den zugehörigen Kastellresten und dem begonnenen Kirchenbau der Benediktiner übereignete. In der Stiftungsurkunde wurde die Unabhängigkeit der Zisterzienser vom Stifter als gewährleistet festgestellt. Dem Stifter oblag lediglich die Schirmherrschaft (tutoris ac provisoris) über das Kloster. König Friedrich II. stellte Kloster Arnsburg 1219 auch lediglich unter seinen Schutz (defensio), ohne irgendwelche Privilegien zu fordern. Diese verbriefte Vogtfreiheit führte später immer wieder zu heftigen Auseinandersetzungen zwischen Obrigkeit und Konvent. Trotz des anfänglichen Eifers kam die eigentliche Gründung des zweiten Klosters aber auch nicht recht voran. Warum die Besiedlung mit Mönchen erst 1197 geschah, ist nicht schlüssig zu begründen.

### Besitz
Angeführt von ihrem Abt Mengot zogen die Eberbacher Mönche 1197 in Arnsburg ein. Bereits mit der Stiftung 1174 erhielt das Kloster eine umfangreiche Dotation von 710 Morgen Land, wovon 150 Morgen in unmittelbarer Nähe lagen, der größere Teil aber weit verstreut bis Mainz und Frankfurt.
Zum Ende des 14. Jahrhunderts bezog das Kloster Einnahmen aus 270 Orten und besaß zusätzlich eigene Höfe unter anderem in Frankfurt, Friedberg, Grünberg, Mainz, Marburg, Gelnhausen, Gießen, und Wetzlar, in denen es seine landwirtschaftlichen Produkte vermarktete. Bei der Ausweitung des Besitzes spielten Folgestiftungen frommer Familien, die sich eine Grabstätte im Kloster gewählt hatten, eine wesentliche Rolle. Hervorzuheben ist dabei die Familie der Herren und Grafen von Hanau, die hier ihr Erbbegräbnis einrichtete und Seelenmessen bestellte. Sie war direkte Teilrechtsnachfolgerin der Stifterfamilie. 1324 stiftete Angelus von Sassen aus Friedberg, in seinen letzten Lebensjahren Mönch in Arnsburg, einen Altar und bedachte das Kloster in seinem Testament mit ausgedehnten Liegenschaften in der Wetterau. 1367 ließ Bischof Rudolf von Verden eine Grabkapelle im Kloster erbauen und stattete sie reichlich mit Geld, Landbesitz und Gebäuden aus.

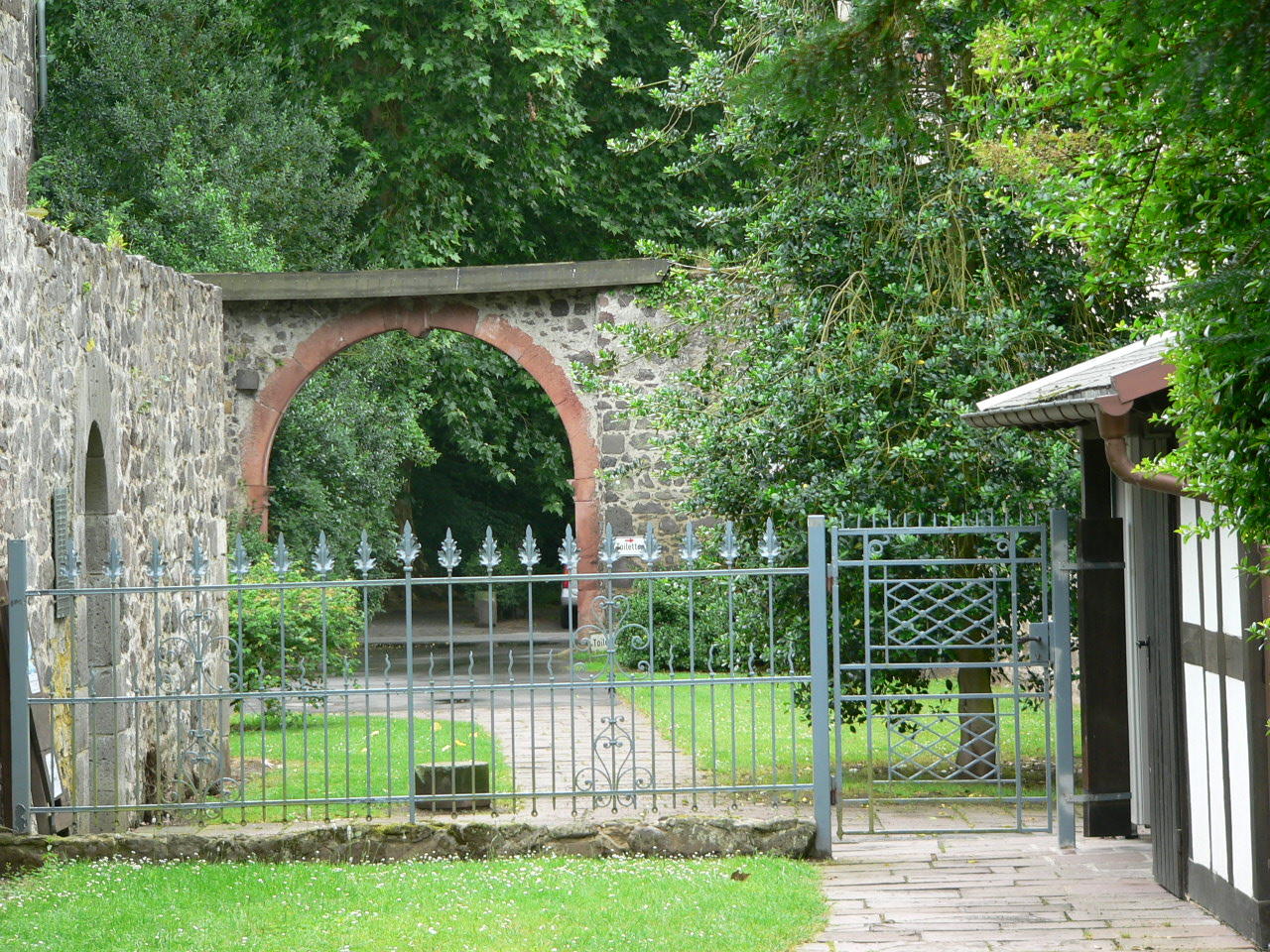
Klostergasse

Der wachsende Arnsburger Wohlstand gründete auch auf der wirtschaftlichen Tüchtigkeit der Zisterzienser. Das von ihnen voll entwickelte Konversen-Institut, die Einbindung von Laienbrüdern in Wirtschaft und geistliches Leben der Klöster, ermöglichte es, die klösterliche Wirtschaft erfolgreich umzugestalten: Zentrale Güter- und Einkünfteverwaltung, selbständige, von Konversen bewirtschaftete Betriebseinheiten (Grangien und Kurien) mit der Aufgabe, Überschüsse zu erwirtschaften und sie in den Städten zu verkaufen, waren zentral für das Konzept.
Die Mönche waren nicht nur erfolgreiche Baumeister, sondern auch meisterhafte Landwirte: Sie bauten ertragreichere Getreidearten und Obstsorten an und errichteten Höfe, wie Kolnhausen, Hof Güll, Wickstadt und den Pfaffenhof zu Erbstadt. Ihre vorbildliche Landwirtschaft wird in einem großen Ackerbuch dokumentiert, 780 Pergamentseiten stark, auf denen jedes Grundstück vermerkt ist, die von Emsdorf nördlich von Kirchhain bei Marburg bis Geinsheim am Rhein reichten. Bis zur Aufhebung des Klosters 1803 schwanden allerdings diese Besitzungen durch äußere und innere Wirren, sodass ihr Umfang wieder etwa auf das Ausmaß der Klostergründung schrumpfte. „Noch jetzt gehören zum Klostergut gegen 700 Morgen Landes“ ist in einer Schrift aus dem Jahr 1834 zu lesen.

### Rechte
Mit dem Besitz der Arnsburger Zisterzienser wuchsen gleichermaßen auch die ihnen zuerkannten Rechte. So hatten sie die Investitur im nahen Muschenheim und das Patronat über mehrere Pfarrkirchen der Gegend inne. Zudem bestätigte eine von Kardinal Bessarion 1461 ausgestellte Urkunde, dass die Kirchen in Grüningen, Muschenheim, Trais-Münzenberg, Birklar, Bettenhausen, Wickstadt, Holzheim und Eberstadt dem Kloster inkorporiert waren. Außerdem übten die Arnsburger die Aufsicht über sechs andere Zisterzienserinnenklöster aus (darunter Kloster Patershausen).
Einnahmen aus dem Ablasshandel und indirekte Einkünfte durch vom Kaiser oder dem hessischen Landgrafen eingeräumte Steuer- und Zollfreiheit gehörten zu den Privilegien ebenso wie die bereits von Papst Hadrian bewilligte und später mehrfach bestätigte Zehntfreiheit für diejenigen Güter, die das Kloster selbst bestellte. Untermauert wurde die rechtliche Stellung des Klosters durch das Erlangen der Unabhängigkeit vom Diözesanbischof (Exemtion), dem es anfänglich unterstellt war.

### Kloster und Stifterfamilie
Hatte die Stifterfamilie um Kuno I. noch dem Verzicht auf Vogteirechte gegenüber dem Kloster zugestimmt, sahen ihre Erben darin zunehmend eine Beschneidung ihrer Rechte und versuchten, letztlich mit Erfolg, sie geltend zu machen. Nach den Münzenbergern stritten deren Erben, die Herren von Falkenstein-Eppstein und nachfolgend die Grafen von Solms um die Privilegien, Gerichtstage im Kloster abzuhalten und die Gerichtsbarkeit über den mit dem Kloster verbundenen Ablassmarkt auszuüben. Sie entsandten Bevollmächtigte zu den Abtswahlen und beanspruchten Einlager und Atzung. 1541 und 1542 kam es aufgrund offensichtlicher Missstände und dem durch die Reformation ausgeübten Druck in Arnsburg zu Vereinbarungen zwischen dem Kloster und den Solmser Grafen, die diesen erheblichen Einfluss auf die Finanzverwaltung und sogar auf die Lebensführung von Abt und Mönchen einräumten.

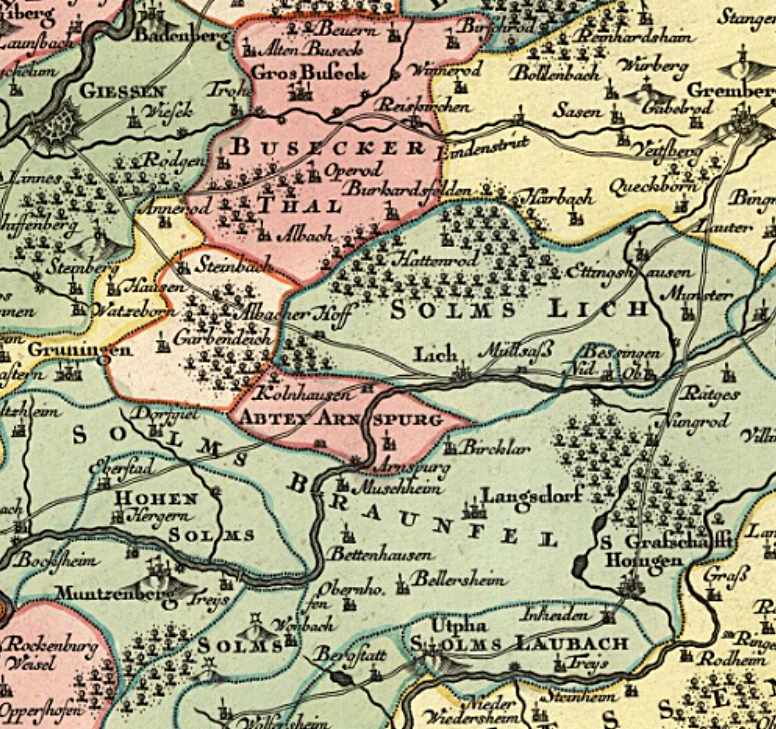
Kloster Arnsburgs Territorium auf einer Karte aus dem 18. Jahrhundert

Als die Licher Linie der Solmser sich 1562 der Reformation anschloss, versuchte sie, zunächst nicht erfolglos, das Kloster wie sein Umland dem lutherischen Glauben zuzuführen. Der Gedanke an eine Reform der Kirche in Arnsburg stieß nicht von vornherein auf Ablehnung: 1581 wurde der Arnsburger Mönch Heinrich Jung evangelischer Pfarrer in Freienseen.
Die Solmser Reformationsbestrebungen riefen selbstverständlich das Erzbistum Mainz auf den Plan. Es entbrannte ein erbitterter Streit, in den unter anderem Abt Robert Kolb I. 1687 und 1694 mit seinen Streitschriften vom kämpfenden Adler (Aquila certans pro immunitate und Laurea aquilae certantis) eingriff. Dies nahm die katholische Seite zum Anlass, die alten Ordensprivilegien einzufordern und sich von der protestantischen Landesherrschaft unabhängig zu machen. 1715 entschied der Reichshofrat in Wien zwar zugunsten des Klosters, doch ständiger Einspruch der Gegenpartei ließ den Prozess nie zum Abschluss kommen. Die Aufhebung des Klosters im Jahre 1803 kam einem Urteil zuvor. Sieger blieben letztlich die Nachfolger der Stifterfamilie, die Grafen zu Solms-Laubach, denen das Kloster zufiel und die es heute noch besitzen und in Teilen auch zu Wohnzwecken nutzen.

### Äußere Wirren
Arnsburg blieb von politischen und kriegerischen Ereignissen nicht verschont. So beschlagnahmte Erzbischof Johann I. von Nassau während der Kämpfe zwischen Hessen und Mainz 1406 kurzerhand die Arnsburger Besitzungen in der Wetterau, im Rheingau und am Main, belegte das Kloster mit dem Bann und drohte mit seiner Zerstörung. Verhindert hat dies der Trierer Erzbischof Werner von Falkenstein, der 400 Mann als Schutzwache nach Arnsburg verlegte. Bei diesen Auseinandersetzungen brannten laut Arnsburger Niederschriften 26 Höfe nieder, und der Schaden wurde auf nicht weniger als 73000 Gulden beziffert. 1489 mussten die Zisterzienser deshalb bei den Grünberger Antonitern Geld zum Wiederaufbau und zur Schuldentilgung aufnehmen.
Schlimm traf es das Kloster im Dreißigjährigen Krieg. Schon 1623 vernichteten protestantische Bauern die Heiligkreuzkapelle, die die Zisterzienser in den Ruinen der alten Burg Arnsburg errichtet hatten. Abt Wendelin Fabri (1616–1631) ließ das Kreuz der Kapelle in die Klosterkirche überführen. Dieses Kruzifix, das an Ketten im Mittelschiff der Klosterkirche aufgehängt worden war, zerschlug 1631 ein Bauer aus Eberstadt. Abt Wendelin Fabri ließ in der Kirche eine Heiligkreuzkapelle einrichten, nahe der er 1631 bestattet wurde.
Vor den 1631 anrückenden schwedischen Truppen flüchteten die Mönche mit Abt Johann Adam Will nach Clairvaux. Erst 1634 konnten sie zurückkehren. Inzwischen hatten sich hier die Schweden und ihre solmsischen Alliierten niedergelassen. Die Bilanz war katastrophal: Ein Teil des Inventars, darunter die Orgel, war nach Lich gebracht worden.
Nicht nur war die Kirche ausgeräumt und ihre Altäre zerstört, sondern auch die Dächer von Kirche und Dormitorium abgebrochen. Der Kreuzgang und alle Wirtschaftsgebäude wiesen Beschädigungen auf. 1672, vierzig Jahre nach den Zerstörungen, konnte erstmals wieder ein Gottesdienst in der Paradies genannten Vorhalle der Kirche gehalten werden.

Der österreichische Erbfolgekrieg und besonders der Siebenjährige Krieg um 1759 in der Amtszeit des Abtes Peter Schmitt (1746–1772) brachten neue Probleme: 

„Dreimal wurde das Kloster von fouragierenden Soldaten schwer heimgesucht; fünfmal war der Abt gezwungen, das Kloster zu verlassen und sein Heil in der Flucht zu suchen; für acht verschleppte Mönche musste er dreimal hohes Lösegeld zahlen.“

Allen Wirren zum Trotz begann in dieser Zeit unter den Äbten Robert I. Kolb, Antonius Antoni, Peter Schmitt und Bernhard Birkenstock der barocke Ausbau des Klosters mit dem Prälaten- und dem Küchenbau, dem Pforten- und dem Gartenhaus.

### Innere Konflikte
Das von den Zisterziensern praktizierte Konversen-Institut, also die Einbindung von Laienbrüdern in das klösterliche Leben, brachte zwar einerseits wirtschaftlichen Erfolg, führte aber andererseits auch zu massiven Konflikten zwischen den Gruppierungen. Bereits 1240 gab es in Arnsburg einen Aufstand der Konversen, da sie sich benachteiligt fühlten. Die Laienbrüder, von denen es mehr im Kloster gab als Mönche, waren unzufrieden mit der Behandlung, der Kleidung und dem Essen.
Bis Ende des 17. Jahrhunderts entfernten sich die Mönche weit von der ursprünglichen zisterziensischen Askese. Das Wohlleben mit Jagdausflügen, Wein und Frauen erreichte unter Abt Georg Heyl (1663–1669) eine extreme Phase, die aber nicht lange anhielt. Mit der Ernennung von Robert I. Kolb zum Abt (1673–1701) endeten diese Exzesse. Er schaffte es nicht nur, die Nachwirkungen des Dreißigjährigen Krieges zu beseitigen, sondern auch die monastische Disziplin wiederherzustellen. Auch Abt Conrad Eiff (1708–1714) leitete den Orden streng nach zisterziensischen Regeln und Abt Peter Schmitt (1746–1772) entwarf zur Hebung des Glaubenseifers eine Exerzitienmethode.

### Bibliothek
Die bis zum Dreißigjährigen Krieg angewachsene Klosterbibliothek wurde in dessen Verlauf fast völlig vernichtet und nach 1648 in relativ kurzer Zeit wieder aufgebaut. Der Katalog von 1708 führte bereits wieder 2100 Bücher auf und 1784 war der Bestand auf rund 15000 Bände angewachsen. Dies war vorrangig den beiden Äbten Peter Schmitt und Bernhard Birkenstock zu verdanken, die nicht nur als Bauherren in Erscheinung traten, sondern auch die Arnsburger Klosterbibliothek nachhaltig förderten.
Die in sechs Sektionen aufgeteilte Bibliothek enthielt in Sektion I Werke über das Klosterleben wie die Zisterzienser-Regel, die Vita des Bernhard von Clairvaux, Regel-Konkordanzen und Heiligenleben, in Sektion II theologische Texte wie das Alte Testament in hebräischer Sprache, das Neue Testament auf Griechisch, den Koran im Urtext und in Übersetzung und Schriften der Kirchenväter, in Sektion III die Kirchen- und Ordensgeschichte, in Sektion IV philosophische Werke zum Beispiel von Leibniz, John Locke und Autoren der Französischen Aufklärung, in Sektion V allgemeine Literatur, unter anderem eine Beschreibung Asiens und schließlich in Sektion VI Bücher, die aus dem Kloster Arnsburg hervorgegangen waren.

### Ende des Klosters
Die territoriale Neuordnung, die mit dem Reichsdeputationshauptschluss einherging, bedeutete das Ende des Klosters. Im Zuge der Säkularisation wurde es 1803 aufgehoben und dem Hause Solms übergeben. Der seit 1799 amtierende Abt Alexander Weitzel hatte das Kloster zu verlassen. Er starb 1819 in seiner Heimatgemeinde Rockenberg.
Die Solmser teilten ihren neuen Besitz, den sie als Entschädigung für verlorene linksrheinische Besitzungen erhalten hatten, in am 10. November 1802 und am 27. März 1804 geschlossenen Verträgen unter den Linien Solms-Braunfels, Solms-Hohensolms-Lich, Solms-Rödelheim und Solms-Laubach auf. Letztere Linie erhielt das Kloster Arnsburg mit 5400 Morgen Land zugesprochen. Mit dem Wechsel der Verwaltung wurde Arnsburg lutherisch und zunächst bis 1815 von der Pfarrei Gonterskirchen, dann bis 1859 von der Pfarrei Wohnbach betreut.
Auch ein großer Teil des Inventars wurde aus dem Kloster geschafft: Solms-Laubach erhielt die Klosterbibliothek und eine byzantinische Kamee aus dem 12. Jahrhundert. In die Licher Marienstiftskirche, wohin bereits während des Dreißigjährigen Krieges die Arnsburger Hauptorgel (evtl. auch von dem Orgelbauer Georg Wagner aus Lich erbaut) zum Schutz vor Plünderung ausgelagert worden war, brachte man die reiche Rokoko-Kanzel aus Lindenholz. Die kleinere, im Jahr 1733 von dem Orgelmacher Johann Georg Dreuth (Drauth, Drutt) aus Griedel erbaute alte Chororgel (I/P/9 [10?]) der Basilika wurde im Jahr 1807 an die (nicht mehr erhaltene) katholische Schlosskirche St. Nikolaus in Kransberg verkauft und dort nach dem Verkauf der Kirche 1883 abgebrochen; die größere, 1766/68 vom Florstädter Orgelbauer Johann Friedrich Syer erbaute neue Chororgel (I/P/15) gelangte in die Braunfelser Schlosskirche und ist dort (nach zweimaliger Erweiterung 1900 und 1965) erhalten. Der barocke Hochaltar fand, den neuen räumlichen Verhältnissen angepasst, seinen Platz in der katholischen Pfarrkirche St. Georg in Mainz-Kastel. Einige liturgische Gewänder, die Monstranz und der Goldkelch gingen nach Rockenberg, Kransberg und Erbach im Rheingau. Auch Grabsteine wurden entfernt oder als Ablauf vor Brunnentrögen umgearbeitet.
Zwischen 1803 und 1811 wurde ein Teil der Klostergebäude als Zucht-, Arbeits- und Irrenhaus genutzt, nach dessen Aufgabe die neuen Herren über Kloster Arnsburg eine Entscheidung trafen, deren Folgen weitaus verheerender waren als die Zerstörungen des Dreißigjährigen Kriegs: Sie verkauften einen Teil der Gebäude auf Abbruch. Bereits 1818 stürzten Dächer und Gewölbe der Kirche ein und auch der Kreuzgang sowie der barocke Konvent mit dem Bibliotheksbau fiel der Spitzhacke zum Opfer. Immerhin baute man ihn, zwar um ein Stockwerk reduziert, im nahen Birklar als Kirche wieder auf. Prälaten- und Küchenbau, Gartenhaus, Bursenbau und die meisten Wirtschaftsgebäude blieben erhalten und waren zeitweise Wohnung der Grafen zu Solms-Laubach und anderer.
Der Rentamtmann Christian Wilhelm Fabricius lebte von 1804 bis zu seinem Tod 1877 in Arnsburg und fertigte bis unmittelbar vor Beginn der Abbrucharbeiten 1811 mehrere Zeichnungen des Klosters an, die es ermöglichen, seinen Zustand vor den Zerstörungen zu erkennen.
Initiiert durch den Sozialreformer Johann Peter Schäfer zog in das Gartenhaus 1847 und ab 1877 auch in den Bursenbau das Rettungshaus für verwahrloste Mädchen ein. Dieser Einrichtung folgten 1944 vorübergehend die Gießener Universitäts-Frauenklinik und von 1957 bis 1961 ein Kinderheim, dann für kurze Zeit ein Altenheim. Der frühgotische Kapitelsaal und die Kirchenvorhalle (Paradies) wurden als Schafstall genutzt, und noch bis in die 1950er Jahre diente das seiner Gewölbe beraubte Kreuzganggelände als Holzstapelplatz und Obstgarten.

### Liste der Äbte

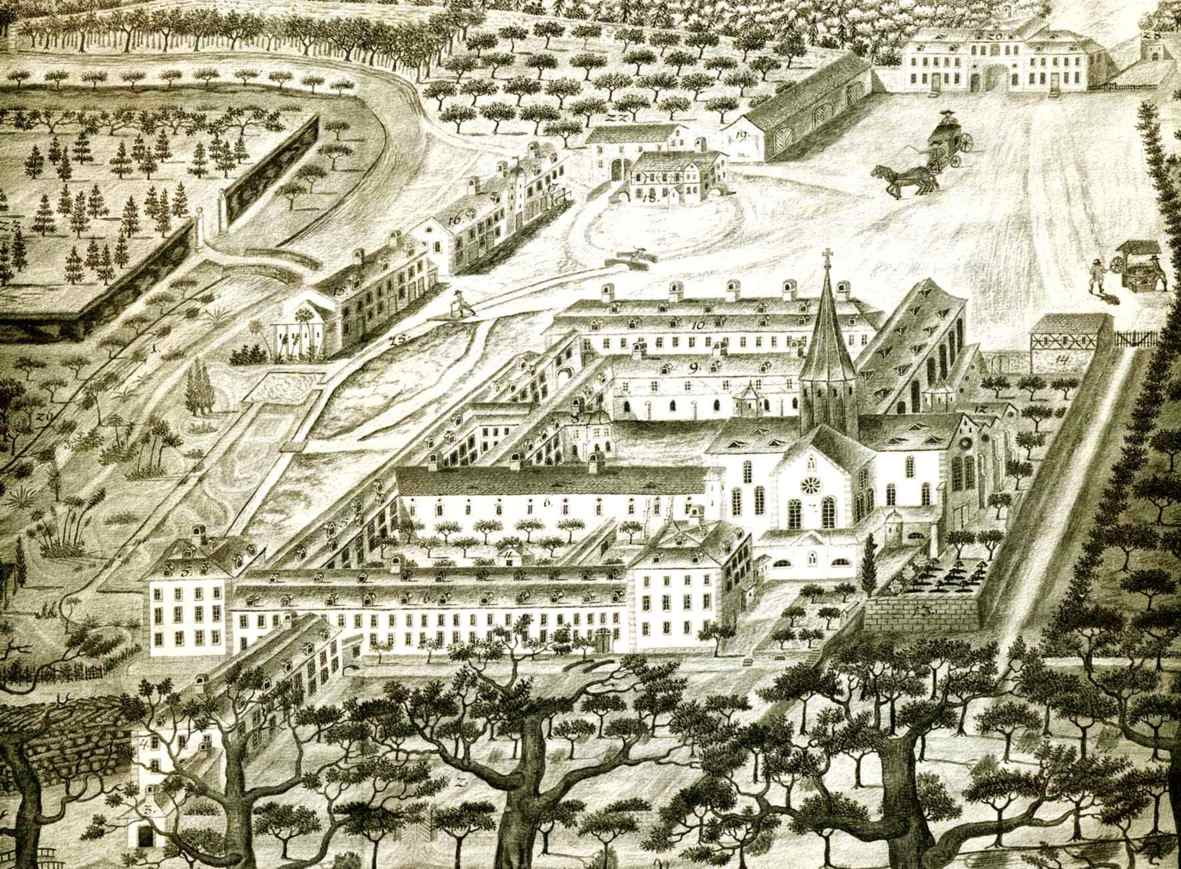
Kloster Arnsburg um 1810

(soweit bekannt)
- Gerhard (1174)
- Mengot (1197)
- Johann (1317–1319)[20]
- Rudolph (1418)[21]
- Wendelin Fabri (1616–1631)
- Johann Adam Will (1631–1663)
- Georg Heyl (1663–1669)
- Christian Stattworbis (1670–?)
- Robert Kolb I. (1673–1701)
- Robert Kolb II. (1701–1708)
- Conrad Eiff (1708–1714)
- Antonius Antoni (1714–1746)
- Peter Schmitt (1746–1772)
- Bernhard Birkenstock (1772–1799)
- Alexander Weitzel (1799–1803)

## Bauwerke

### Mittelalterliche Bauten

#### Beginn des Klosterbaus

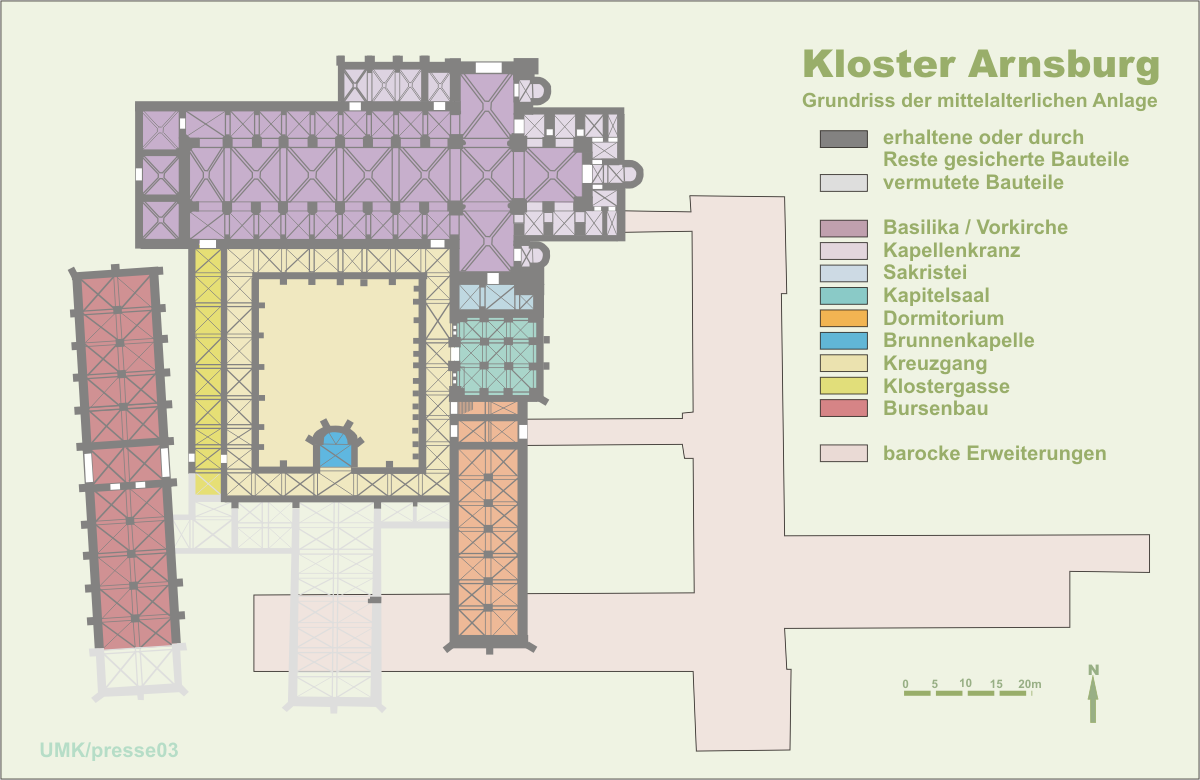
Grundriss der mittelalterlichen Bauten

Angeführt von ihrem Abt Mengot zogen die Eberbacher Mönche 1197 in Arnsburg ein und begannen mit dem Klosterbau, wobei sie die Burg zunächst als Bauhütte und Steinbruch nutzten, ebenso die unvollendete Kirche im Kastell. Beide wurden in den folgenden Jahren bis auf die Grundmauern abgetragen.
Die Mönche mussten sich mehrere Jahrzehnte lang mit provisorischen Unterkünften behelfen, da ihre erste Aufgabe darin bestand, die Kirche zu bauen, deren Weihejahr mit 1246 überliefert ist. Dann erst folgten die anderen Bauten der Klausur und des Wirtschaftsbereiches. Bauplanung und Bauausführung standen unter der Leitung eines Magister operis genannten, bauerfahrenen Mönchs. Dies war in Arnsburg Magister Ditericus, dessen Pläne von Mönchen, Laienbrüdern (Konversen) und anderen Hilfskräften gemeinsam umgesetzt wurden.
Arnsburg hatte, wie andere Zisterzienserklöster auch, von Beginn an hervorragende Baumeister und Steinmetze (lapicidae), die aus den Reihen der Konversen kamen. Die Qualität der Zisterzienserbauten veranlasste mehrere deutsche Bischöfe, ihre Erfahrungen bei den Dombauten zu nutzen. Dieses Entleihen von Fachkräften zeigt, welch hohes Ansehen die Bauleute der Zisterzienser im ausgehenden 12. und im 13. Jahrhundert genossen. Auch die Arnsburger Klosterbauten zeugen von der handwerklichen und künstlerischen Leistungsfähigkeit des Ordens.

#### Klostermauer

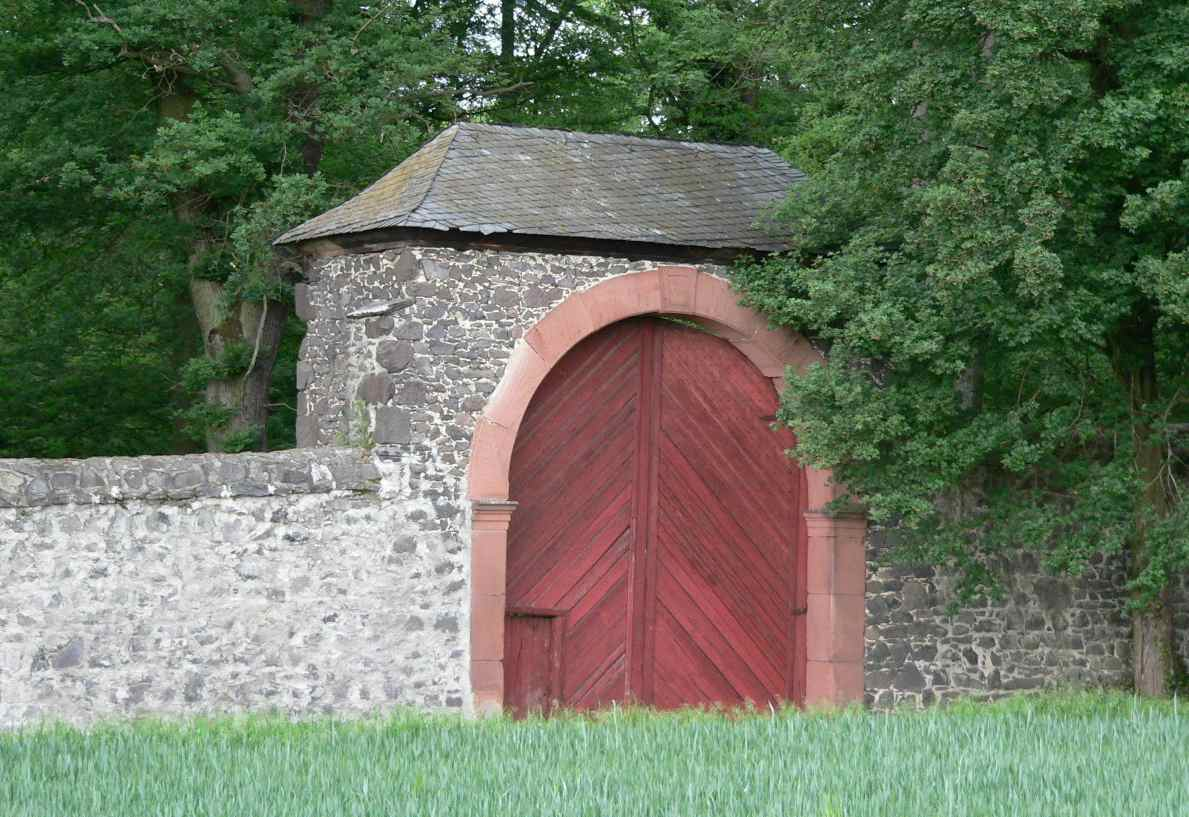
Das Rote Tor Richtung Birklar

Die Klostermauer, die eine Gesamtlänge von 1,6 Kilometern und eine durchschnittliche Höhe von 2,5 Metern aufweist, umschließt wohlerhalten den Klosterbezirk. An nur wenigen Stellen befinden sich Durchbrüche: Zum einen am Zu- und Abfluss der Wetter und zum anderen am Gottesackertor, dem früheren Zugang zum Mönchsfriedhof, am Roten Tor aus dem Jahr 1750, das bis 1874 dem öffentlichen Verkehr in Richtung Lich diente und durch eine neuere Maueröffnung beim Gartenhaus ersetzt wurde, und am Pfortenbau, dem Hauptzugang zum Klostergelände.

#### Wirtschaftsgebäude

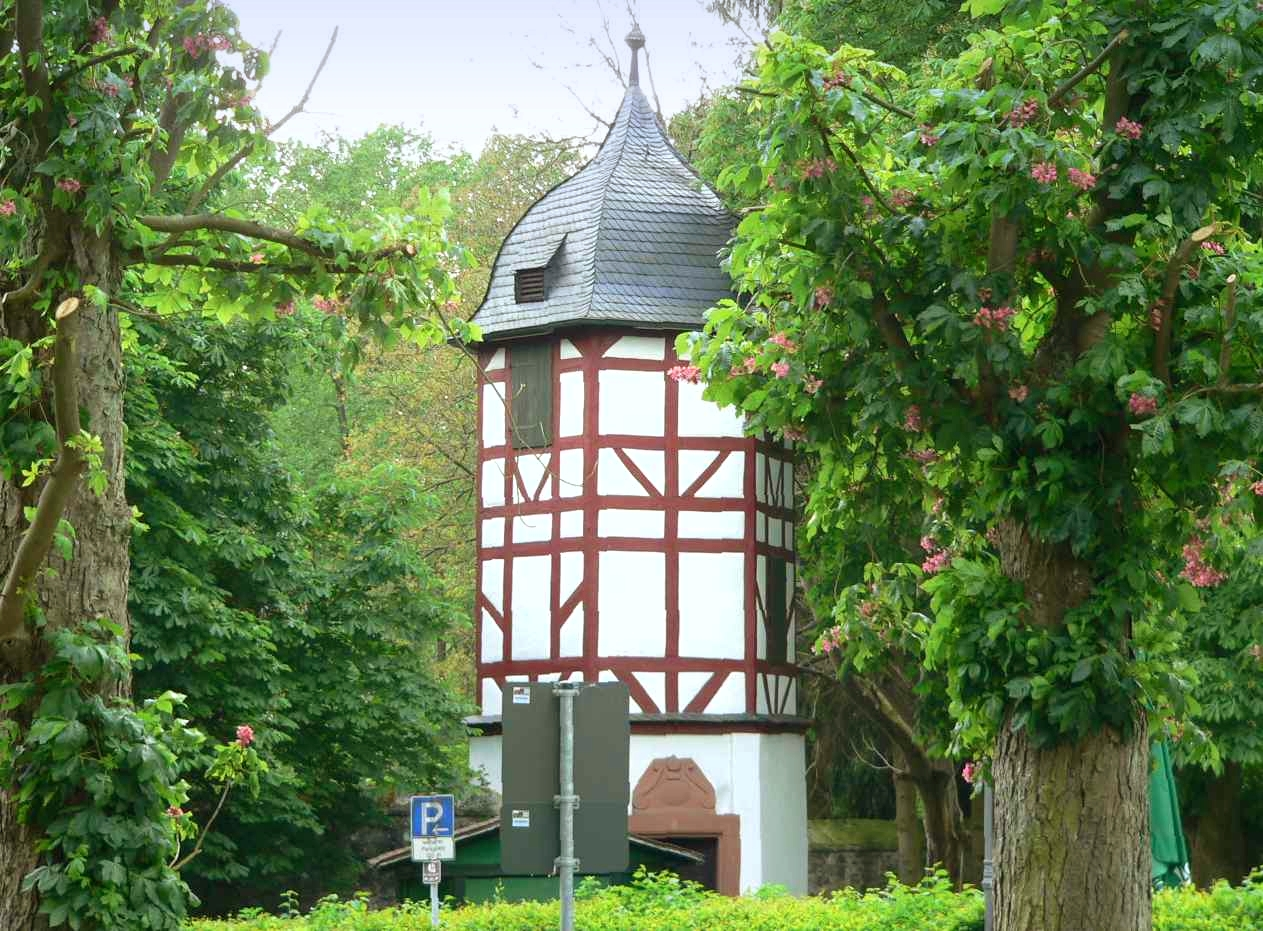
Treppenturm der ehem. Schmiede

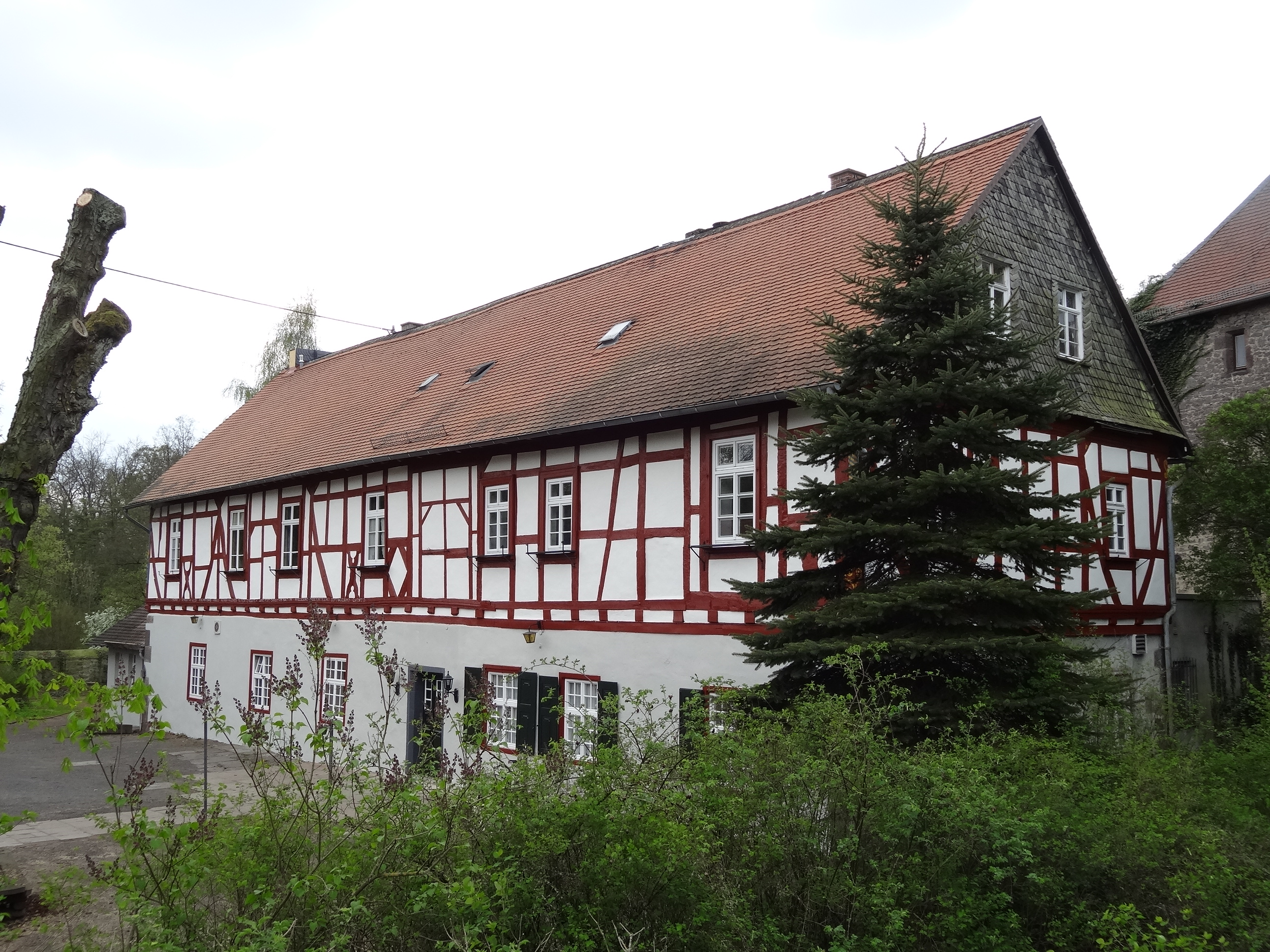
Ehemalige Klostermühle

Im äußeren Bereich, gleich rechts hinter der Haupteinfahrt durch den Pfortenbau des Klosters, befinden sich die Wirtschaftsgebäude, die Klostermühle aus dem 17. Jahrhundert (heute Gaststätte), das alte Brauhaus und ein Stallgebäude. Von der sich ehemals anschließenden Schmiede aus dem Jahr 1696 ist lediglich der barocke Treppenturm mit Fachwerk im Obergeschoss erhalten. Weiter südlich an der Wetterbrücke mit ihrem schmiedeeisernen Geländer aus dem 18. Jahrhundert steht eine weitere Stallung in Backsteinfachwerk. Eine annähernd 50 Meter lange Scheune wurde bei einem Brand im Jahr 2022 zerstört.
Weitere Wirtschaftsgebäude aus verschiedenen Zeitepochen befinden sich verstreut über das ganze Klostergelände, so die Wagnerei am Eingang zum Friedhof.

#### Bursenbau

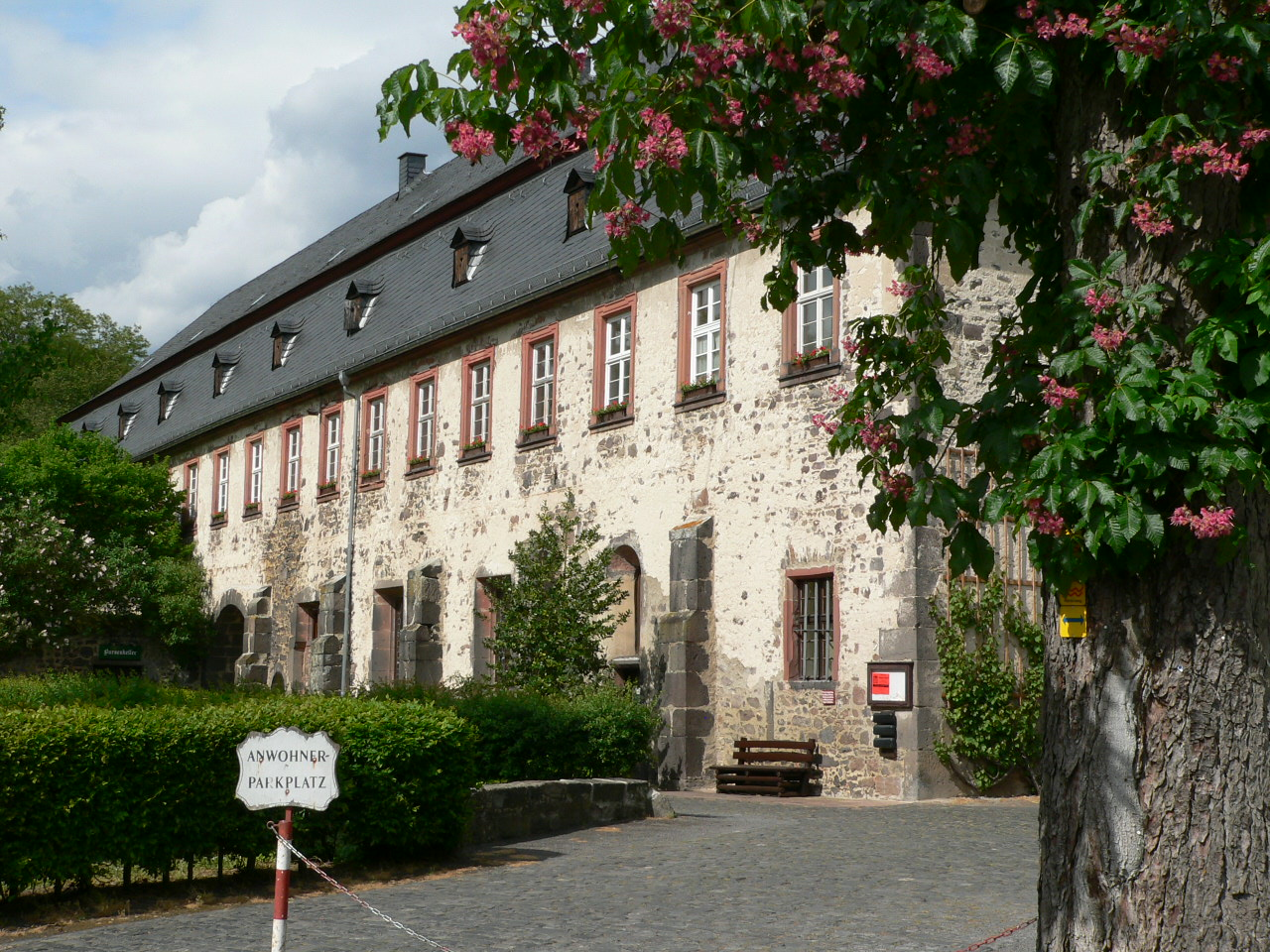
Bursenbau

Der den Innenhof des Klosters dominierende Bursenbau gegenüber der Mühle wurde um 1250 errichtet. Er diente der Vermögensverwaltung des Klosters. Dieses Gebäude ist der bedeutendste mittelalterliche Bau außerhalb der Klausur. Es ist aufgrund des ansteigenden Geländes zum sonst rechtwinkligen System der Klosteranlage leicht nach Südosten gedreht, wohl auch um den Gang, der zwischen Paradies und Bursenbau zur Klostergasse führt, nicht einzuengen. Ein mit einem Rundbogen versehener Durchgang, der unter dem Bau hindurch zur Klostergasse und zum Eingang der Klausur führt, trennt das Untergeschoss in zwei Räume. Südlich des Durchgangs befand sich das Laienrefektorium, im Norden der Keller. Bemerkenswert in diesem Durchgang sind die verschiedenen, heute teilweise vermauerten Öffnungen mit gotischen, ehemals romanischen Bögen, die Zugang zum Keller und zum Refektorium darstellten. Auch ein Hundezwinger befand sich hier.
Das Refektorium der Laienbrüder im Erdgeschoss, ursprünglich durch sechs Joche unterteilt und später im Zuge eines barocken Umbaus auf fünf reduziert, wurde auch in der Folgezeit mehrmals verändert. Am 2. April 1457 fiel das Obergeschoss einem Brand zum Opfer. Hastig wieder aufgebaut, stürzte die neue Dachkonstruktion wieder ein. Die dann abermals erneuerte Anlage wurde 1750 noch einmal völlig umgebaut. Aus diesem Umbau resultieren die heute noch vorhandenen Rechteckfenster und das Mansarddach und der neue Eingang an der Nordwestecke mit Freitreppe und reich verziertem Gitter.
Zum Bursenbau gehört ein ausgedehntes, zweigeteiltes Kellergewölbe, das sich von der Nordwestseite bis zur Vorkirche, dem Paradies erstreckt. Der lange Zeit durch ein Dach verborgene und 1987 freigelegte Eingang befindet sich links vor dem rundbogigen Durchgang zur Klostergasse, einen Zugang vom Gebäude aus gibt es nicht. Der linke Teil der Kellerräume ist zweischiffig mit viereckigen, ein Gratgewölbe tragenden Pfeilern und hat eine Grundfläche von 13,8 auf 6,55 Metern. Der rechte Kellerraum mit einem Tonnengewölbe, der vor der Nordseite des Bursenbaus liegt, hat eine Größe von 10 auf 6,35 Metern. Ein mittelalterlicher Entwässerungskanal führt von den Kellerräumen in einem Bogen nach Süden und mündet bei der Klostermühle in den Mühlgraben.

#### Kreuzgang

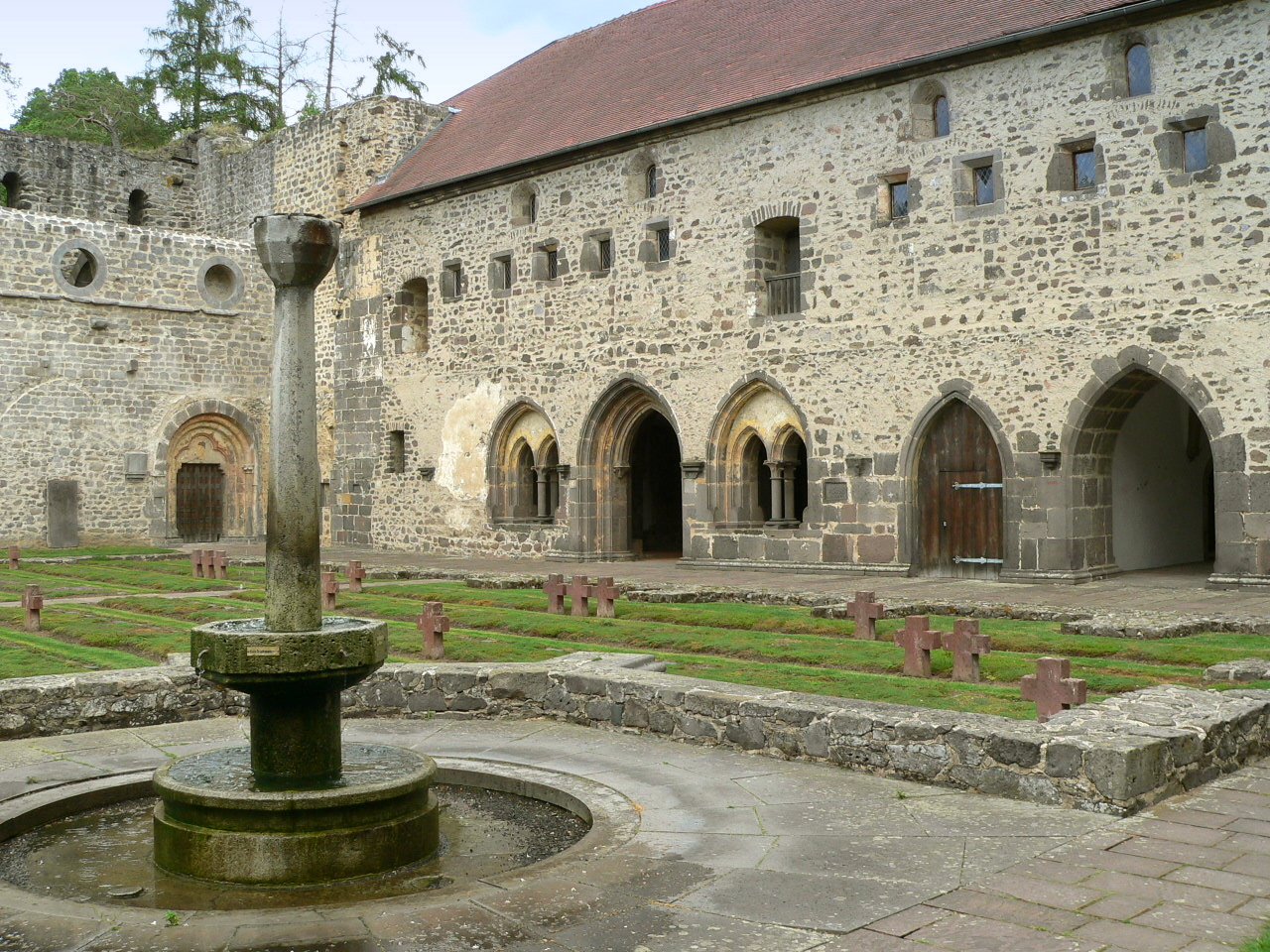
Kriegsopferfriedhof im ehem. Kreuzgang, romanischer Ostbau

Der um 1250 erbaute, 27,18 mal 31,60 Meter messende Kreuzgang und damit die Klausur schloss sich unmittelbar an die südliche Seite des Langhauses der Basilika an. Einziger äußerer Zugang von der Kirchgasse aus ist damals wie heute ein schmales Tor gegenüber dem Gewölbedurchgang des Bursenbaus. Der ursprünglich mit feingliedrigem Kreuzgratgewölbe versehene umlaufende Gang, dessen Bögen auf noch vorhandenen Konsolen an den Umfassungsmauern auflagen, ist im Rahmen der Abbruchfreigabe 1810 verschwunden. Die dem Kreuzgarten zugewandten Mauersockel des Kreuzgangs mit den Fundamenten ihrer Strebpfeiler und denen der Brunnenkapelle wurden im Zuge der Umwandlung der Anlage in einen Kriegsopferfriedhof von 1958 bis 1960 wiederhergestellt. Der Brunnen selbst konnte unter Verwendung von zwei ursprünglichen Schalen, die im Licher Schlosspark gefunden wurden, rekonstruiert und wieder in Funktion gesetzt werden.
Der ursprünglich nicht der Allgemeinheit zugängliche Kreuzgang und die Klausur dienten vom 13. bis zum Anfang des 15. Jahrhunderts der Familie der Herren von Hanau als Erbbegräbnis, da sie selbst kein Eigenkloster besaßen. Das von ihnen gegründete Zisterzienserinnenkloster Patershausen war dem Kloster Arnsburg unterstellt. Aus dem Jahr 1343 ist eine Urkunde überliefert, in der Adelheid von Hanau, Tochter Ulrichs II., gewährt wird, zwei Mal im Jahr das Grab des Vaters in der öffentlich ja nicht zugänglichen Klausur des Klosters besuchen zu dürfen, was übrigens bereits drei Jahre vor dem Tod ihres Vaters geschieht.

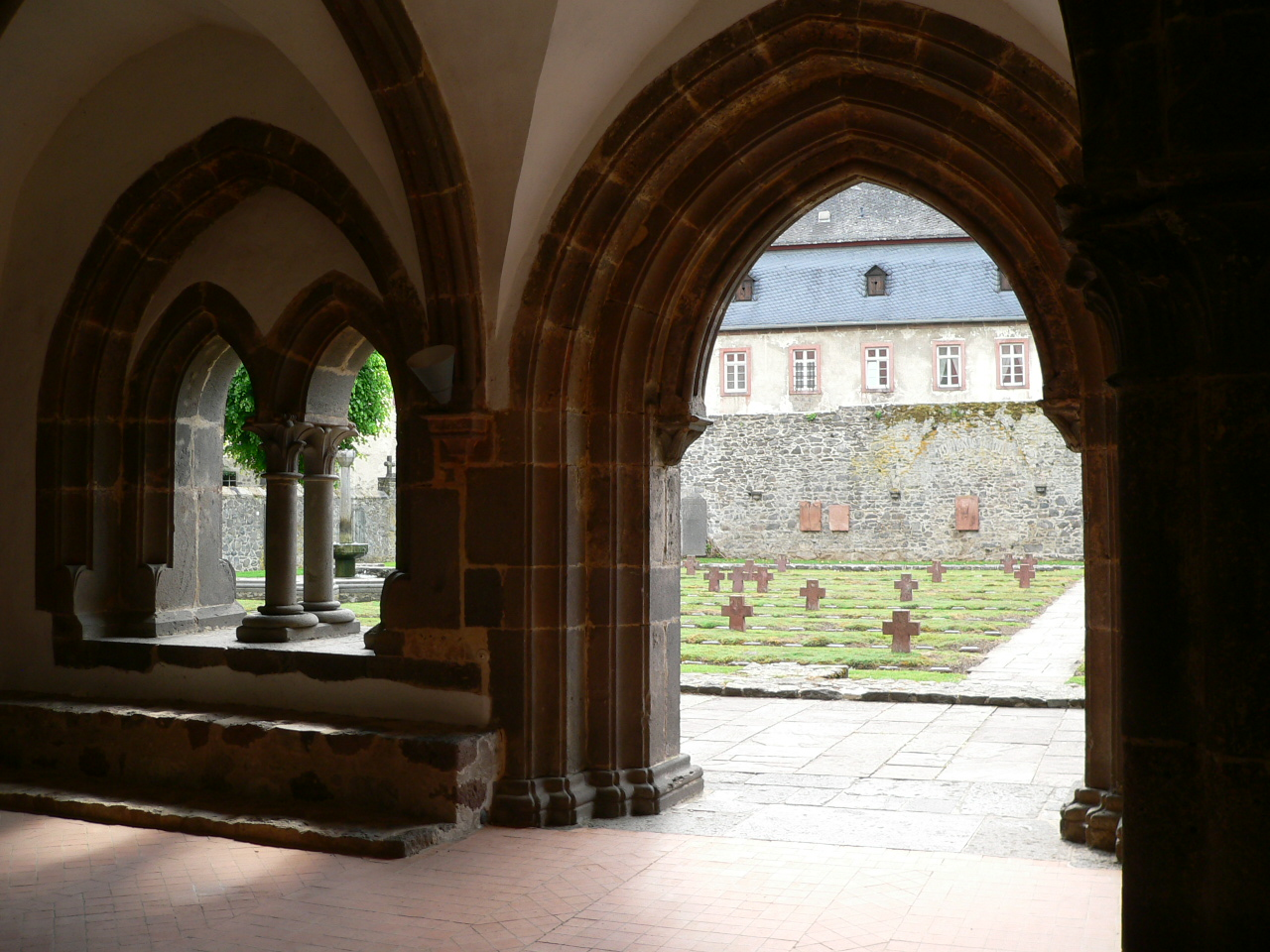
Eingang zum Kapitelsaal

Als letzter Hanauer fand Ulrich IV., ebenso wie alle seine Vorgänger und deren Gattinnen, 1380 hier seine letzte Ruhestätte. Einige der schmuckvollen Grabplatten sind erhalten und an den Wänden des Kreuzgangs angebracht. Bestattet wurden hier:
- Reinhard I. von Hanau († 1281)
- Elisabeth von Rieneck, Gemahlin Ulrichs I. († ca. 1300)
- Ulrich I. von Hanau (* 1255/1260; † 1305/1306)
- Gräfin Adelheid von Nassau († 8. August 1344), Gemahlin von Ulrich III.
- Ulrich II. von Hanau (* ca. 1280/1288; † 23. September 1346)
- vermutlich Agnes von Hohenlohe (* vor 1295; † 29. November 1346), Ehefrau von Ulrich II. Dafür gibt es allerdings keinen Beleg.
- Ulrich III. von Hanau (* ca. 1310; † 1369/1370)
- Adelheid von Hanau († 1378)
- Ulrich IV. von Hanau (* 1330/1340; † 1380)

#### Kapitelsaal

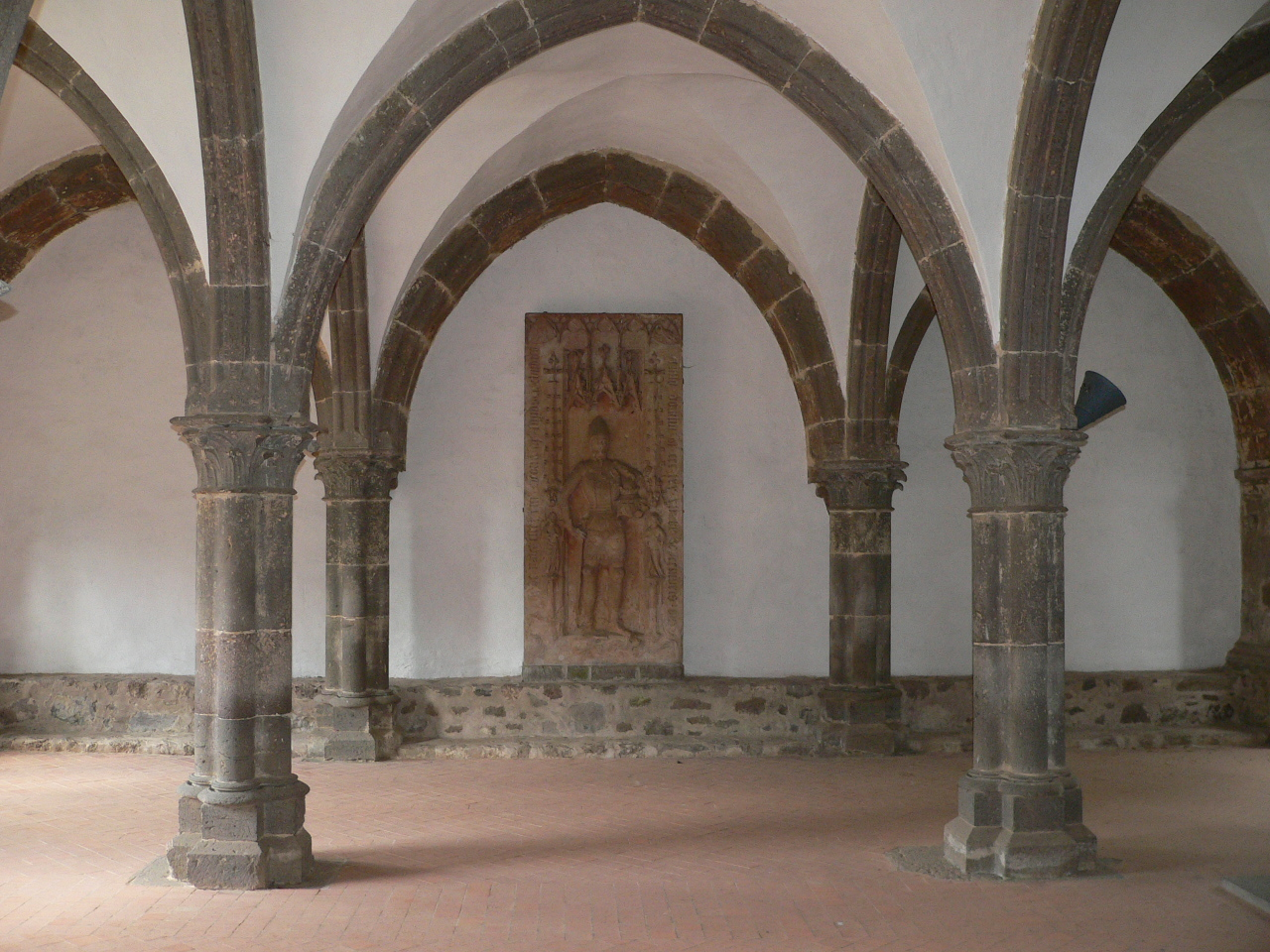
Kapitelsaal mit Grabplatte des Johann von Falkenstein, 1365

In dem den Kreuzgang und damit den heutigen Kriegsopferfriedhof östlich begrenzenden Bau fallen in dessen Erdgeschoss mehrere, dem Kreuzgang zugewandte Türen auf. Dahinter verbargen sich für das monastische Leben wichtige Räume wie das Auditorium, ein Durchgang zum Konventsgebäude und die Tür zu einem Raum mit einer Innentreppe zum Dormitorium im Obergeschoss. Auffällig ist die Portal- und Fenstergruppe im Erdgeschoss, die den Kapitelsaal kennzeichnet, ein besonders schöner frühgotischer Raum mit drei mal drei quadratischen Jochen mit Kreuzgratgewölben. Die Ostwand des Kapitelsaals öffnet sich in drei Gruppen von je drei rundbogigen Fenstern, und gegenüberliegend rechts und links des Eingangs durch zwei Spitzbogenfelder, in denen je zwei durch Zwillingssäulen getrennte Fenster angebracht sind. Portal und Fenster dieser Seite waren nie geschlossen, sondern zum Kreuzgang hin geöffnet. Zweistufige Sitzbänke, die im Kapitelsaal ringsum laufen., zeugen davon, dass der Kapitelsaal kein in sich abgeschlossener Raum, sondern eine Erweiterung des Kreuzgangs war. Der im Kapitelsaal heute vorhandene Fußbodenbelag ist in seiner Rekonstruktion der Gliederung des Ursprungs nachempfunden.
An der Ostseite des Kapitelsaals steht eine neuzeitliche, altarähnliche Mensa mit der Inschrift Mortui viventes obligant („Die Toten verpflichten die Lebenden“). Sie widmet den Kapitelsaal dem Gedenken der im Kreuzganggeviert bestatteten 447 Kriegstoten, in Nordhessen gefallenen Soldaten und in den letzten Kriegstagen ermordeten Zwangsarbeitern.

#### Sakristei
Links des Kapitelsaals ist die zugemauerte ehemalige Pforte zur Sakristei zu erkennen. Der zweite Zugang von der Kirche aus führt heute noch in diesen Raum, in dem sich früher eine Quelle für das Wasser, das zur Reinigung der Altargeräte notwendig war, befand. Die Sakristei dient heute als Totenkapelle.

#### Südliche Räume

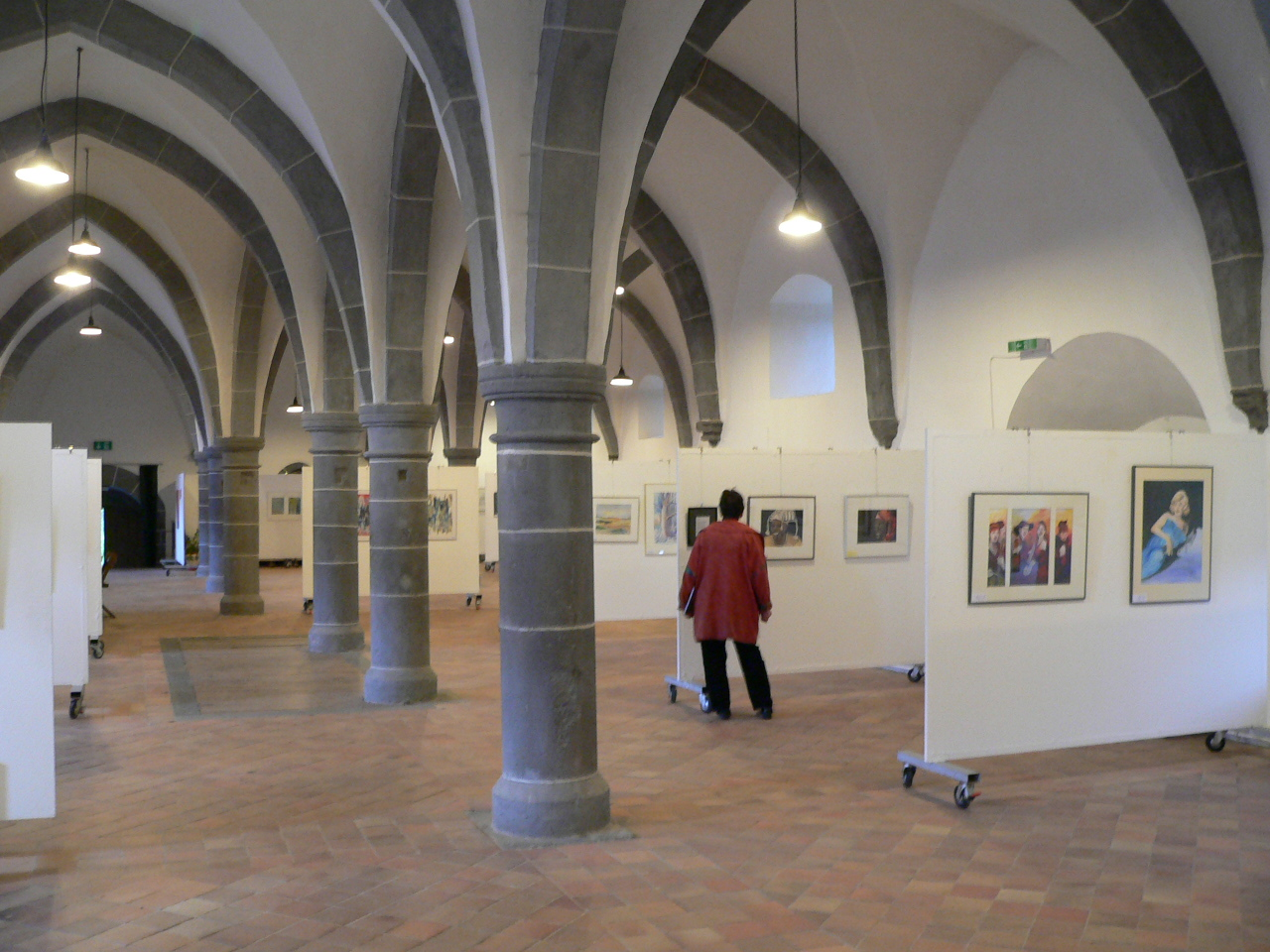
Dormitorium

Südlich des Kapitelsaals befindet sich die Tür zum rekonstruierten Treppenhaus hinauf in das Dormitorium, den ehemaligen Schlafsaal der Mönche. Der im 19. Jahrhundert demolierte, lang gestreckte Raum konnte durch aufwändige Arbeiten wieder gewonnen werden. Heute dient er im vorderen, dreischiffigen Teil zu wechselnden Ausstellungen und im hinteren, zweischiffigen Teil zur Durchführung von Konzerten. Der heutige Hauptzugang zum Dormitorium befindet sich über einen Treppenaufgang im Querhaus der Basilika.
Neben dem Treppenhaus zum Dormitorium befindet sich ein Durchgang zu den östlichen Bauten, in denen sich ursprünglich der Krankensaal befand. Er wurde später durch den barocken Konventsbau ersetzt, der um 1811 abgerissen wurde. In der Südostecke des Kreuzgangs schließlich ist der Eingang zum Auditorium. Dieser Raum bot den sonst einem strengen Schweigegebot unterworfenen Mönchen Gelegenheit zum Gespräch.

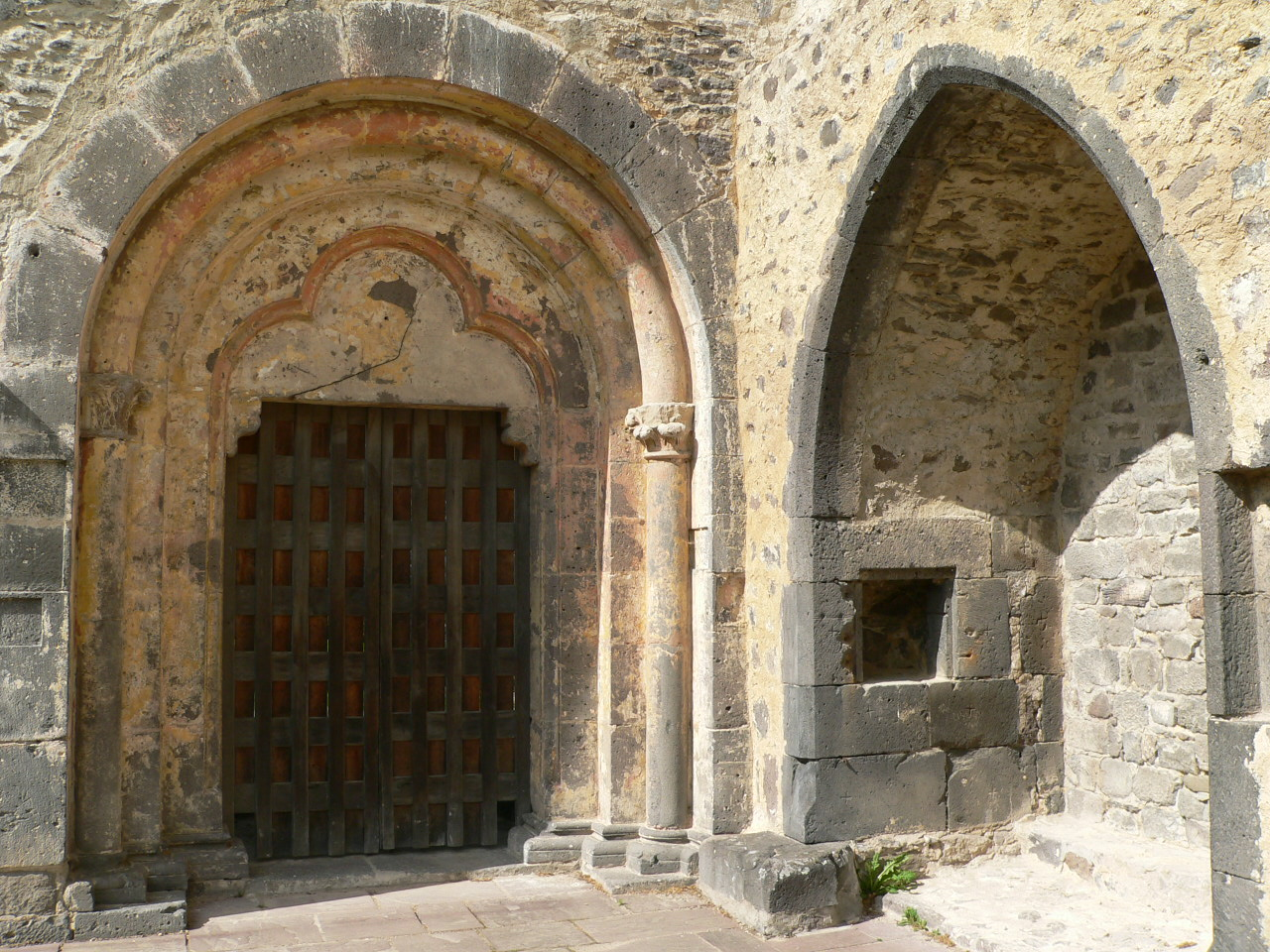
Mönchsportal und ehem. Eingang zur Sakristei

Das bemerkenswerteste Tor, das Mönchsportal, liegt in der nordöstlichen Ecke des Kreuzgangs. Es diente den Mönchen zum direkten Zugang vom Kreuzgang in die Basilika und ist seiner Bedeutung entsprechend reich ausgestattet. Die waagerecht abgeschlossene Türöffnung sitzt in einer romanischen Rundbogennische, deren abgetreppte, halbkreisförmige Bögen seitlich in Dreiviertelsäulen enden. Das Mönchsportal ist heute dauerhaft geschlossen.
Während auswärtige Besucher durch das Paradies, die Vorkirche, ins nördliche Seitenschiff gelangten, benutzten die Laienbrüder ausschließlich den Zugang am Ende der Kirchgasse zwischen Bursenbau und Kreuzgang.

#### Basilika

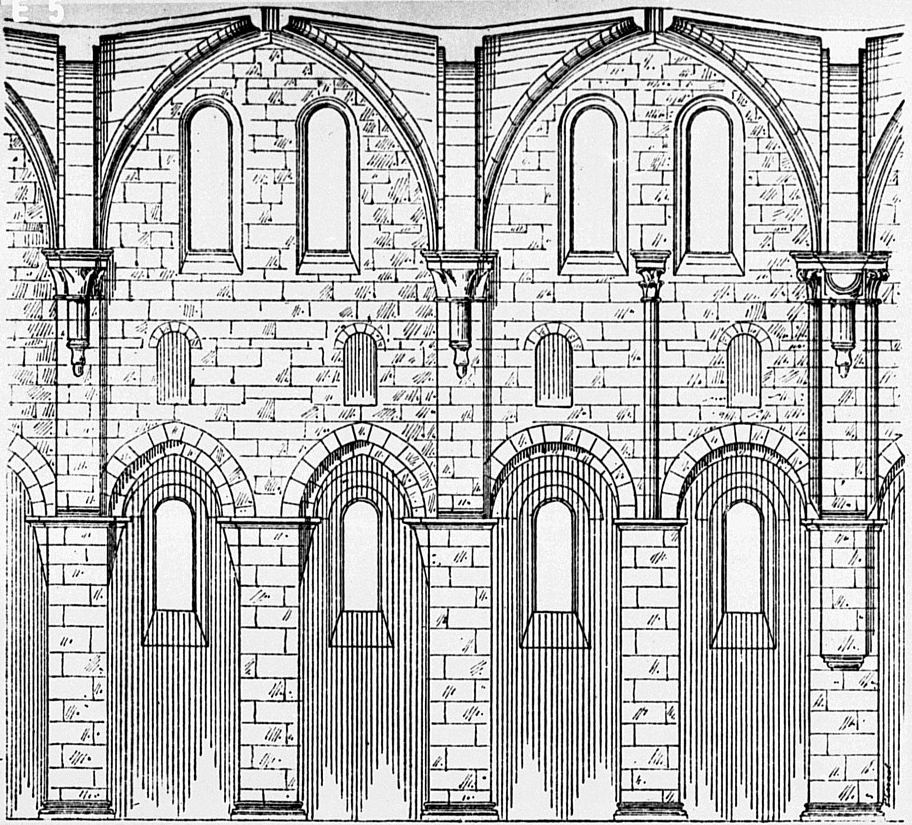
Aufriss des Langhauses (1888)

Durch dieses gotische Portal gelangt der Besucher in die Ruine der dreischiffigen Basilika, dem eindrucksvollsten Bau des Klosters. Die aus Lungstein errichtete Kirche ist nach der Demontage des frühen 19. Jahrhunderts nur bis zur Höhe der Sohlbänke der Obergadenfenster vorhanden. Einige Teile der Gewölbe im nördlichen Seitenschiff sind erhalten. Zwei Zeichnungen von Fabricius aus dem Jahr 1810 zeigen das Äußere des Kirchenbaus kurz vor der erfolgten Zerstörung. Auf diesen Bildern weisen die verputzten Außenmauern eine Lisenengliederung auf und unter der Dachtraufe beziehungsweise dem Giebel einen Rundbogen- und Konsolenfries. Überragt wurde das Bauwerk von einem großen Dachreiter über der Vierung von Langhaus und Querschiff, auf dessen Seiten sich kleinere Dachreiter befanden.

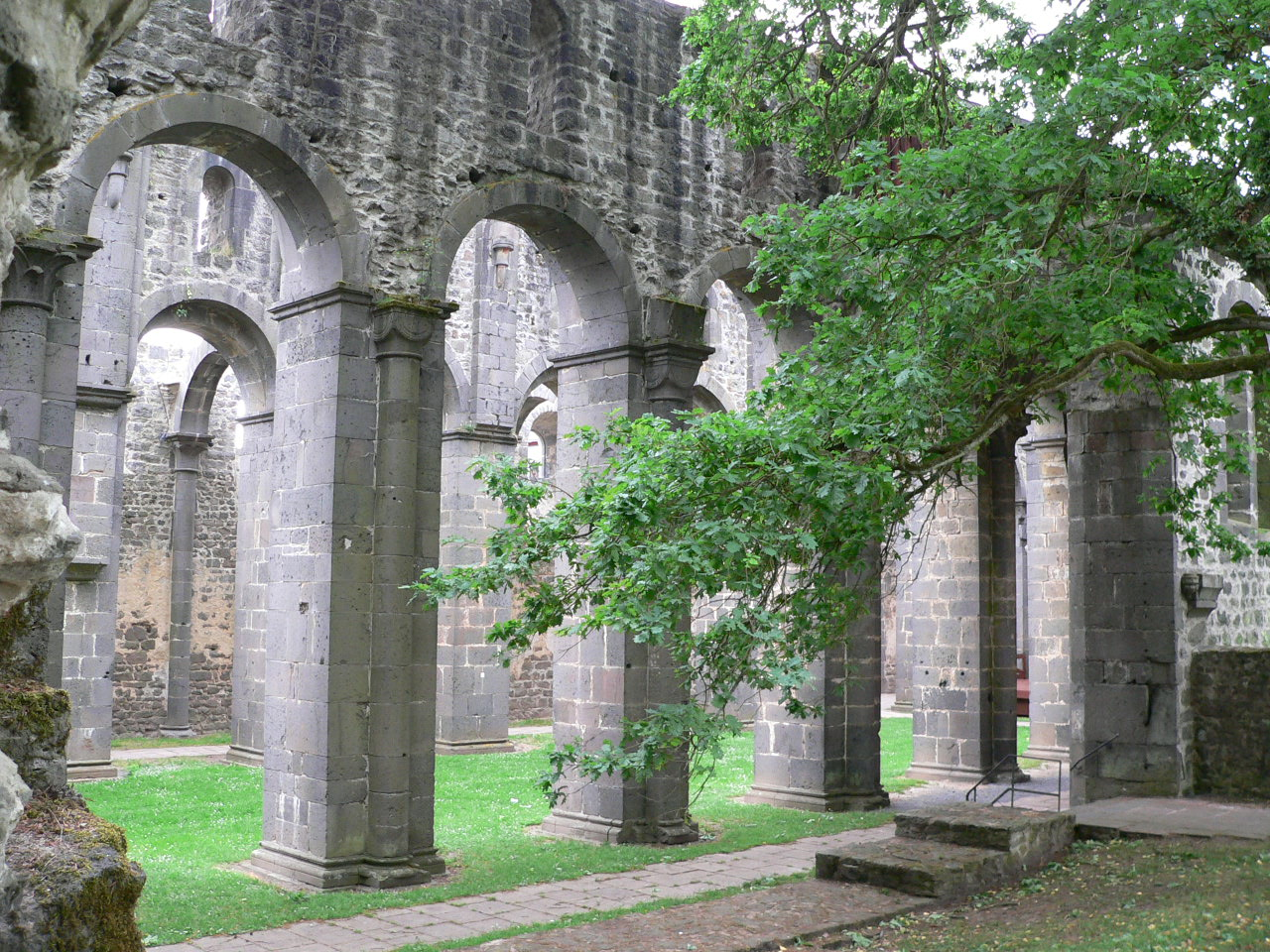
Basilika Haupt- und Seitenschiffe

Der gesamte Kirchenbau einschließlich Vorkirche und Kapellenkranz weist 85,30 Meter äußerer Länge auf, das Querhauses 36,75 Meter. Das Langhaus ist außen 24,15 Meter breit, das Querhaus 12,00 Meter. Die Innenmaße des Querhauses betragen 32,75 auf 8,95 Meter, die des Mittelschiffs 65,17 auf 8,80 bis 8,87 Meter. Die beiden das Mittelschiff auf volle Länge begleitenden Seitenschiffe sind etwas unterschiedlich breit: 4,45 und 4,55 Meter und weisen eine einheitliche Höhe von 7,22 Meter bis zum Kämpfer und 9,90 Meter bis zum früheren Scheitel auf. Sie werden vom Mittelschiff mit 19,50 Metern Scheitel- und 13,23 Metern Kämpferhöhe deutlich überragt.
Die Größe des Bauwerks ist charakteristisch für Zisterzienserkirchen. Die Basilika des Klosters Arnsburg ist mit 65,17 Metern Länge vergleichbar mit den Bauten in Georgenthal, 1143 erbaut und 54,50 Meter lang sowie Kloster Altenberg aus dem Jahr 1255 mit 77,50 Metern Länge. Vergleichbar ist auch die ursprüngliche Raumhöhe der Arnsburger Basilika mit anderen Zisterzienserkirchen. Das Verhältnis von Mittelschiffbreite zu seiner Scheitelhöhe beträgt in Arnsburg 1:2,18, in Eberbach (1145) 1:1,88 und in Otterberg (1200 bis 1270) 1:2,35, bewegt sich also um das Idealverhältnis von 1:2.
Der gesamte nach Osten ausgerichtete Kirchenbau bestand außer dem Langhaus mit Vorkirche, Mittelschiff und zwei Seitenschiffen sowie dem Querhaus aus dem nach zisterziensischem Brauch gerade abschließenden Chorbau mit einem ihn umgebenden Kapellenkranz und einer Allerheiligenkapelle im nördlichen Anschluss an das Langhaus. Als Baubeginn wird das Jahr 1197 angenommen. 1246 wurde der erste, östliche Bauabschnitt der Basilika geweiht, die weiteren in den Jahren 1256, 1257 und 1260, jeweils belegt durch päpstliche Indulgenzbriefe.

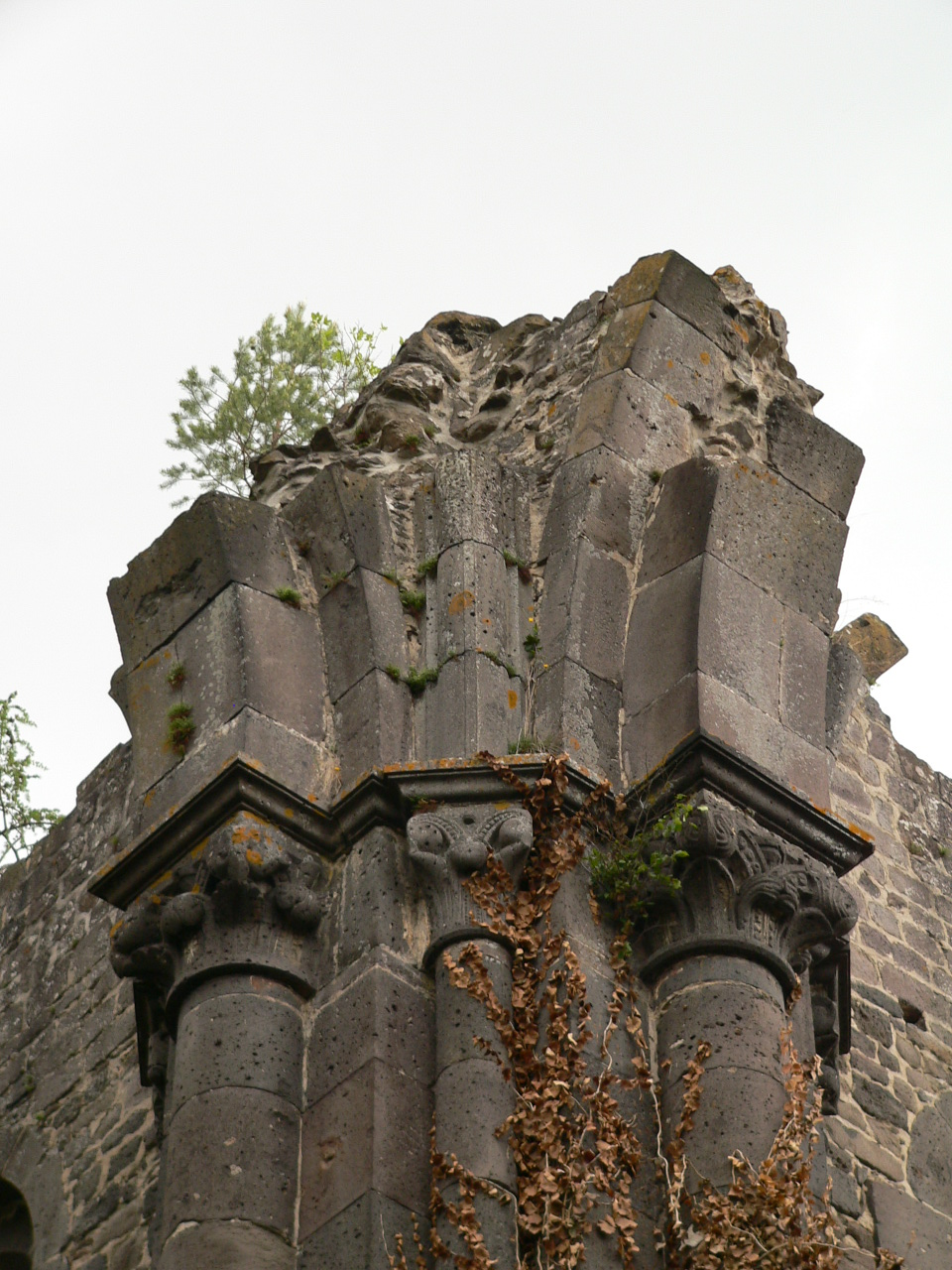
Kapitelle der Vierung

Diese Bauzeitabfolge erklärt, dass sich an die spätromanischen Formen der zuerst begonnenen Ostteile frühgotische im Westen anschließen. Der romanische Stil mit seinen Rundbögen zeigt sich vom Chor aus gesehen bis zum vierten Joch des Langhauses. Ab dann wechseln die Jochbögen in die spitze gotische Form, während die Ausbildung der Konsolen und Kapitelle in begonnener Art nach Westen hin fortgeführt wurde. Auch die oberhalb des südlichen Seitenschiffs verlaufenden Lichtöffnungen sind bis zum westlichen Ende als Rundbogenfenster ausgeführt, ebensolche sind in den oberen Wandpartien von Chor und Querhaus erhalten. Der Wechsel des Baustils zeigt sich auch in der Ausführung der Dienste genannten, säulenförmig an die Pfeiler gelehnten Aufnahmen der Kreuzrippengewölbe. Steigen diese tragenden Elemente bis zur Ostseite der Vierung vom Boden her empor, treten sie im weiteren westlichen Verlauf in unterschiedlichen Höhen aus den Jochpfeilern hervor.
Besonderes Augenmerk verdient der Kapellenkranz um den Chorbau. Er ist, im frühen 19. Jahrhundert zerstört, nach Ausgrabungsarbeiten von Siemer Oppermann 1979 heute wieder zu erkennen, da die Fundamente wieder so weit aufgemauert wurden, dass der Grundriss dieser Gebäudeteile sichtbar wurde. Dies betrifft nicht nur die insgesamt elf Kapellen, die um den Chorraum angeordnet waren, sondern auch die 1394 nördlich am Seitenschiff in einer Länge von vier Jochen angefügte Allerheiligenkapelle.
Als deren Stifter gelten der Ritter Johannes von Linden und seine Frau Guda von Bellersheim, die hier begraben wurden. Ihr Grabstein aus rotem Sandstein ist 3,46 Meter hoch und 1,56 Meter breit und stand früher an der Westwand der Allerheiligenkapelle, bis er 1985 in das nördliche Seitenschiff versetzt wurde. Er ist durch Umwelteinflüsse erheblich beschädigt. Es fehlt der obere Abschluss, für den Martin Morkramer einen Blendbogenfries vorschlägt. Stilistische Analysen lassen als Schöpfer des Grabmals Meister Tyle von Frankenberg vermuten, der von 1360 bis 1396 im Raum um Frankenberg tätig war.

#### Paradies

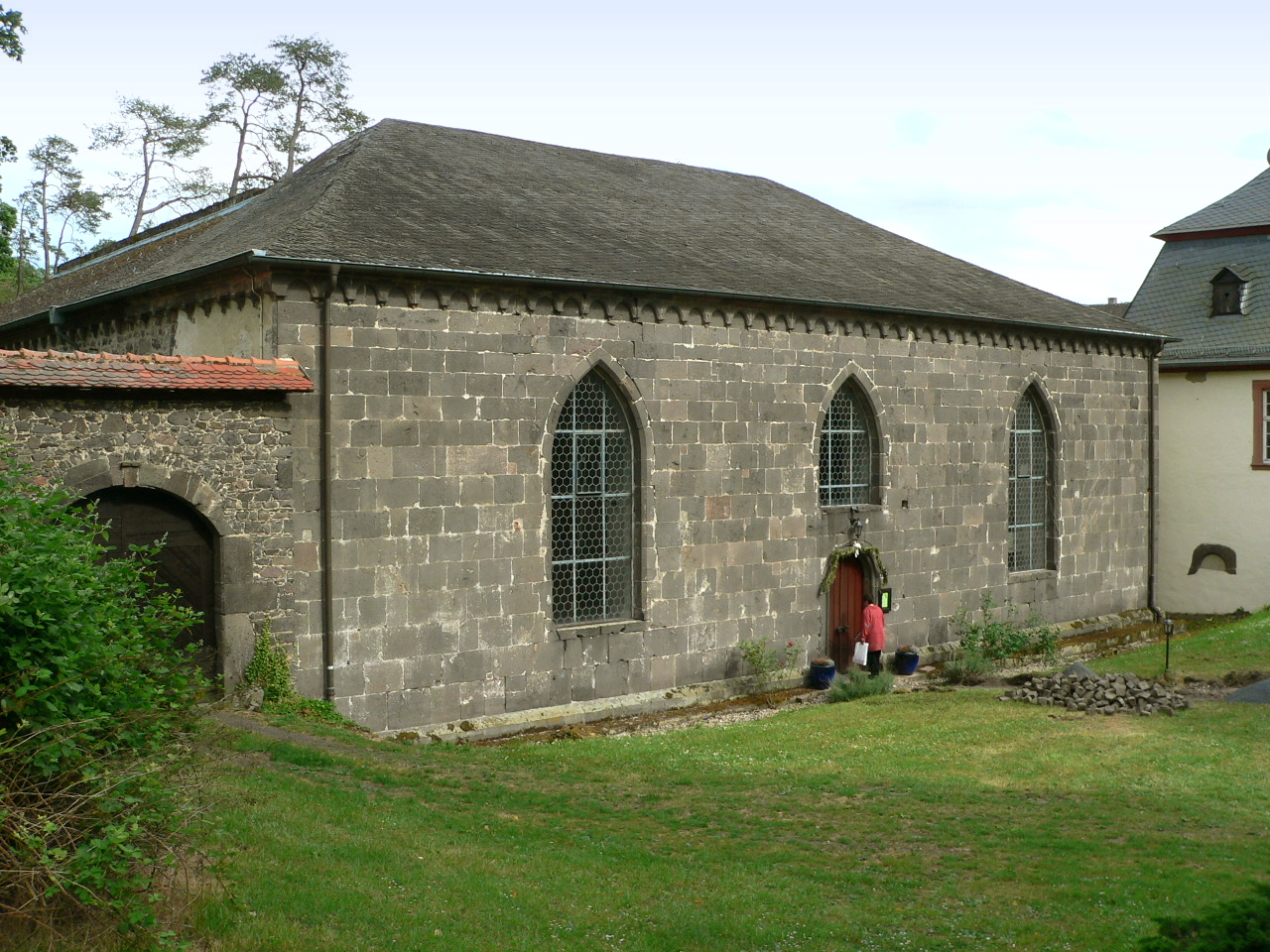
Paradies (Vorkirche)

Die Paradies genannte Vorkirche war Warteraum für die auswärtigen Besucher. Sie dient heute als evangelische Kirche. Die Westseite des Baus besteht aus Quadermauerwerk. Ähnlich wie in den Seitenschiffen der Basilika wird sie unter dem Dach von einem Spitzbogenfries abgeschlossen. An den Schmalseiten im Norden und Süden befinden sich Konsolenfriese. Das zum Sindicus-Garten hin gelegene Portal und ein darüber liegendes spitzbogiges Fenster bezeichnen die Mittelachse des Gebäudes. Das ursprüngliche Kreuzgratgewölbe mit drei quadratischen Jochen, die durch zwei Rundbögen mit profilierten Kämpfern gegliedert werden, wurde 1744 mit Stuckleisten versehen. Die Schlusssteine sind im Süden mit dem Christusmonogramm, in der Mitte mit dem Wappen des Abtes Antonius Antoni und im Norden mit dem Renovierungsjahr „ANNO 1744“ belegt.
Nach der Säkularisation 1803 wurde die Vorkirche jahrzehntelang als Schafstall benutzt, so dass der Mist sich allmählich einen Meter hoch auftürmte, bis zur Schwellenhöhe des Westportals. 1877 befreite man das Paradies von 120 Kubikmetern Schafsmist, um den Raum wieder für Gottesdienste nutzen zu können. Gegen 1890 gab es wieder eine Kanzel, eine Empore und einen Ofen. Bis 1944 diente das Paradies nun dem evangelischen Gottesdienst, vorübergehend dann, wie der Bursenbau, der Gießener Universitäts-Frauenklinik als Krankensaal. Seit 1967 wurde die Vorkirche schrittweise wieder in ihren ursprünglichen Zustand gebracht und wird bis heute als Kirche genutzt.
Die Orgelbaufirma Förster & Nicolaus stellte 1979 aus verschiedenen erhaltenen Orgelteilen ein neues Werk zusammen. Das barocke Orgelgehäuse und ein Pedalregister stammten aus der Kirche Bindsachsen, die Manualklaviaturen und zwei alte Register aus der Gederner Kirche und ein weiteres altes Register aus der Kirche in Holzheim. Heute verfügt das Instrument über acht Register, die auf einem Manual und Pedal verteilt sind. Über dem schlicht aufgemauerten Blockaltar ist die Skulptur „Christus am Lebensbaum“ des polnischen Bildhauers Józef Sękowski (* 1939) aus dem Jahr 1996 angebracht, die sich an einem Holzschnitt des 15. Jahrhunderts orientiert und aus polychrom vergoldetem Lindenholz gestaltet ist.

#### Mönchsfriedhof

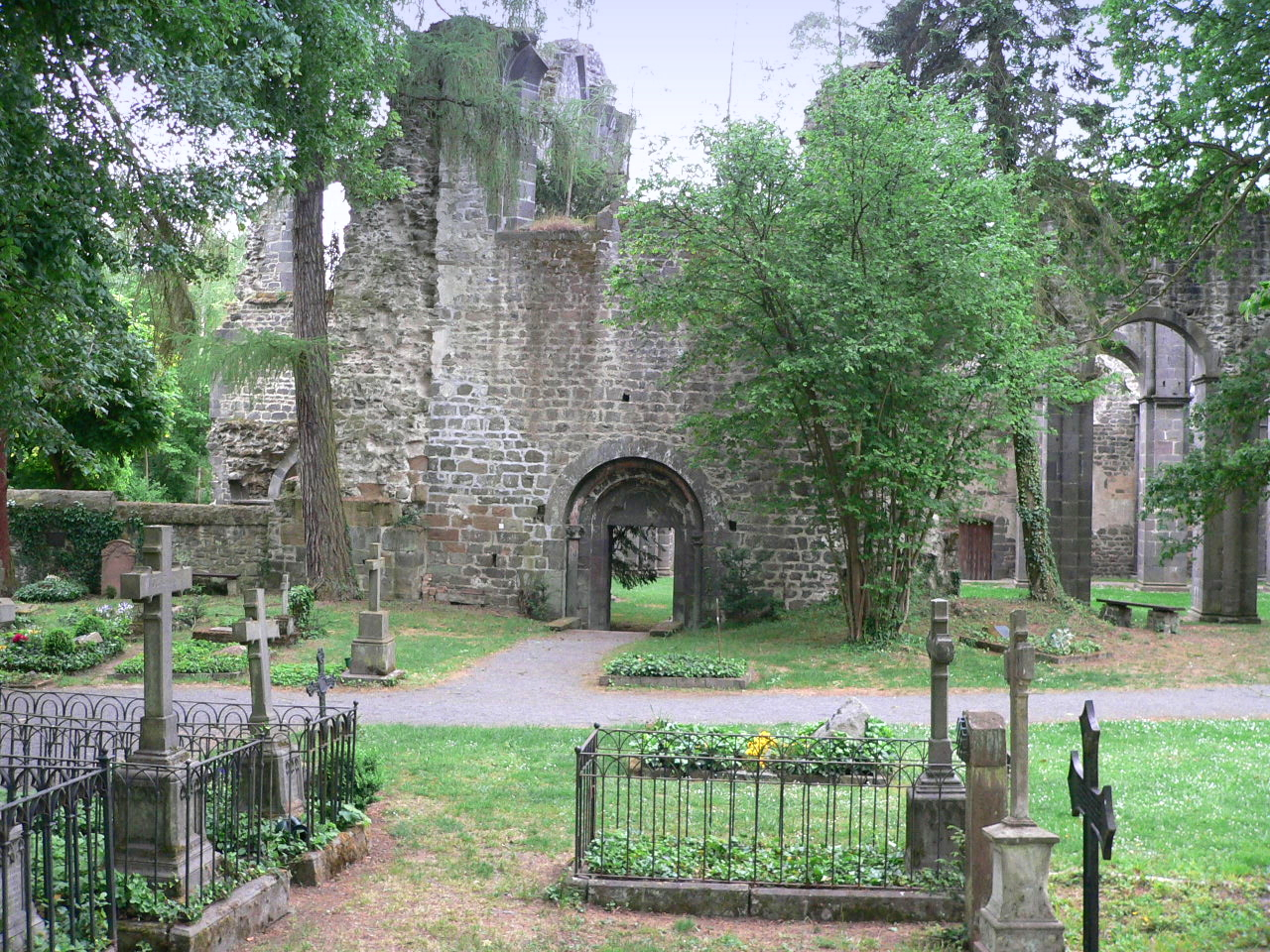
Mönchsfriedhof

Im nördlichen Flügel des Querhauses der Basilika öffnet sich das Friedhofsportal als Pendant zum gegenüberliegenden Mönchsportal. Das Friedhofsportal war der Zugang zum ehemaligen Mönchsfriedhof, der sich von der Nordseite der Kirche bis zur Klostermauer erstreckt. Nach Westen hin wird der Friedhof durch den kleinen Bau der Wagnerei abgeschlossen. Dahinter erstreckt sich der Sindicus-Garten zwischen dem Paradies, der Klostermauer und dem barocken Pfortenbau. Gegenüber dem Mönchsportal befindet sich an die Klostermauer gelehnt ein überdachtes Kruzifix des Frankfurter Meisters Wolfgang Fröhlich, geschaffen um 1700.
Der Friedhof wird auch heute noch für Angehörige des Hauses Solms-Laubach und befreundeter Familien als letzte Ruhestätte genutzt.

### Barocke Bauten
Mitte bis Ende des 18. Jahrhunderts entstanden die das Klosterensemble dominierenden und schlossähnlichen Bauten im barocken Stil, in chronologischer Reihenfolge der Prälatenbau 1727, das Abteigebäude 1745, der Küchenbau 1747, das neue Obergeschoss des Bursenbaus 1750, das Gartenhaus 1751 und schließlich der Pfortenbau 1774–1777.
Der aus Mainz stammende Abt Antonius Antoni plante die einheitliche, den mittelalterlichen Klosterbauten im Osten und Süden vorgelegten Erweiterungen und begann im Osten, an der Stelle des mittelalterlichen Spitals und parallel zum alten Ostbau, mit dem zweistöckigen neuen Konventsbau, der im Norden wie im Süden mit dreistöckigen Eckbauten abschloss. Nach 1810 ist der Bau selbst bis auf ein Stück von fünf Fensterachsen abgebrochen und verkauft worden. Die Gemeinde Birklar erwarb den nördlichen Eckbau 1818 und errichtete ihn im folgenden Jahr um ein Stockwerk niedriger als Dorfkirche neu. Der südliche Eckbau, der als Abtswohnung diente, wurde nicht verkauft und ist bis heute als Prälatenbau erhalten.

#### Prälatenbau

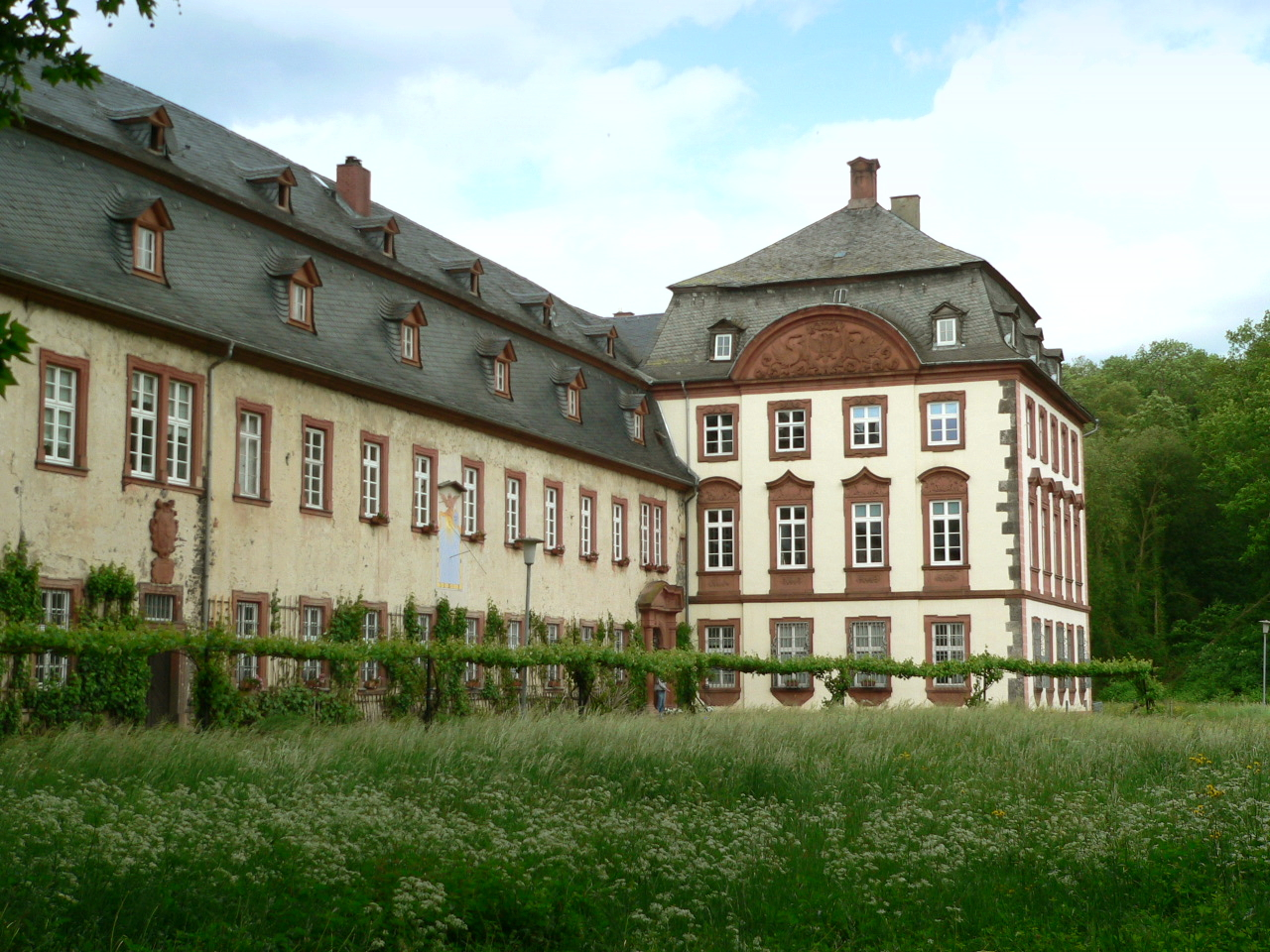
Abteigebäude und Prälatenbau

Der Prälatenbau, im Jahr 1727 nach Plänen von Bernhard Kirn errichtet, ist ein in sich abgeschlossenes quadratisches dreigeschossiges Gebäude. Das Portal befindet sich im angrenzenden Abteigebäude.
Das in rotem Sandstein ausgebildete Erdgeschoss beherrscht als Sockel das Gebäude, über dessen Gesims sich Haupt- und Obergeschoss mit roten Fensterumrahmungen in vier Achsen zwischen weißem Putz erheben. Darüber bildet ein Mansarddach den Abschluss. Die beiden Mittelachsen sind risalitartig vorgezogen und in der Dachzone von einem halbrunden Giebelfeld bekrönt, in dem sich das von zwei großen Schwänen gehaltene Arnsburger Wappen befindet. Der Schwan war das Wappentier des Abtes Antoni. Die Nordseite des Prälatenbaus ist schmucklos. Sie wurde nach dem Abriss des Konventsbaus funktional eingefügt.
Im Inneren des Prälatenbaus ist ein schönes eisernes Treppengeländer aus der Erbauungszeit erhalten. Über der mit Marmor ausgestatteten und von Lisenen umrahmten Tür zur Abtswohnung im Obergeschoss befindet sich das Wappen des Abtes Antoni. Die lateinische Inschrift gibt das Baujahr und den Bauherrn an: Antonius Antoni de Moguntia Abbas Arnsburgensis hanc abbatiam erigi curavit anno Domini MDCCXXVII (Antonius Antoni aus Mainz, Abt von Arnsburg, ließ diese Abtei im Jahr des Herrn 1727 errichten).

#### Abteigebäude
Das lange, zweigeschossiges Gebäude mit einem Mansardengeschoss, das sich westlich an den Prälatenbau anschließt, ist das Abteigebäude aus dem Jahr 1745 und beherbergte ursprünglich Neben- oder Amtsräume. Der Bau liegt gerade so weit südlich der mittelalterlichen Klausur, dass das Südende dessen Ostbaus noch in das Abteigebäude hineinragt. Die Südfront des Gebäudes weist 21 Achsen auf. Die Fenster haben Rahmungen aus rotem Sandstein mit Architravprofil. Über den beiden seitlichen Eingängen sind die Fenster zweiteilig, breiter und höher als die anderen. An der westlichen Schmalseite schloss sich ein Verbindungsbau zum um zwei Achsen verkürzten Bursenbau an. Dieser Verbindungsbau, dessen Umriss noch zu erkennen ist, wurde später durch einen steinernen Torbogen ersetzt.
Insgesamt hat der Abteibau drei Portale. Das mittlere ist nicht, wie sonst üblich, das dominierende, sondern wirkt gegenüber den beiden seitlichen eher bescheiden. Dies ist begründet aus der wichtigeren Funktion der gleichartig gestalteten Seitenportale. Das linke ist so angebracht, dass es am Anfang eines geraden Ganges liegt, der durch das Abteigebäude und bis zum Abriss des mittelalterlichen Refektoriums durch dieses hindurch bis zur Brunnenkapelle führte. Das östliche Portal ist der Zugang zum Prälatenbau, der keinen eigenen Eingang besitzt. Zu beiden Seitenportalen gehören nach oben führende Treppenhäuser, während sich hinter dem mittleren lediglich ein enger Raum mit einer Wendeltreppe verbirgt, die zum Auditorium und Dormitorium des mittelalterlichen Ostbaus führt. Im Obergeschoss des östlichen Treppenhauses zum Prälatenbau gibt es ein schmiedeeisernes Geländer mit Rokokoformen und der Jahreszahl 1751 auf der einen, das Wappen des Abtes Peter Schmitt (1746–1772) auf der anderen Seite.
Über den Türen der Seitenportale befindet sich jeweils ein mit schmiedeeisernen Gittern versehenes, halbrundes Oberlicht, das durch einen von toskanischen Säulen getragenen Segmentgiebel abgeschlossen wird. Das mittlere Portal hingegen besteht nicht aus Sandstein, sondern aus farbig gefasstem Lungstein ohne Säulenrahmung. Der gerade Türsturz ist durch ein rechteckiges Oberlicht überbaut, über dem eine Tafel mit der Bauinschrift und der Jahresangabe MDCCXLV = 1745 und darüber ein Schild aus Sandstein mit dem Wappen von Abt Antonius Antoni angebracht sind.

#### Küchenbau

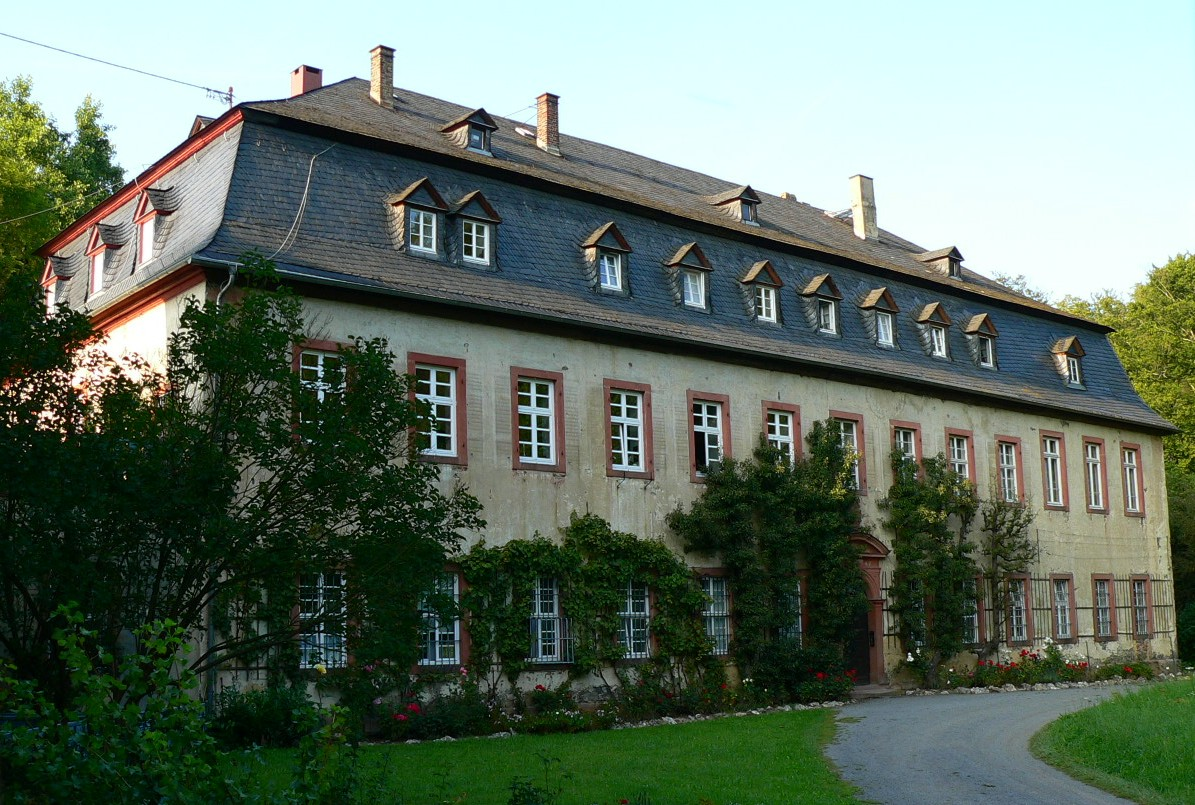
Küchenbau

Abt Peter Schmitt ließ 1747 wahrscheinlich nach Plänen von Bernhard Kirn den östlich an den Prälatenbau anschließenden Küchenbau ausführen, dessen Namen auf die hier untergebrachte Klosterküche verweist. Im östlichen Teil befindet sich außerdem der Festsaal. Wie das Abteigebäude ist der 13-achsige Küchenbau zweigeschossig mit einem Mansardengeschoss. Die Fenster von Küche und Nebenräumen haben glatte Gewände, die des Festsaals im Obergeschoss sind etwas größer. Die Tür des rundbogigen Eingangs, der in der Mittelachse liegt, ist mit einem halbrunden Oberlicht mit reichem Schmuckgitter überbaut. Darüber befindet sich ein aufwändig gearbeiteter Segmentgiebel und über diesem das Wappen des Bauherrn. Eine weitere, einfachere Tür mit rechteckigem Oberlicht befindet sich an der östlichen Schmalseite des Baus unterhalb des Festsaals.
Die Eingangshalle hinter dem Hauptportal führt auf einen Mittelgang, an dessen Ende die Klosterküche mit einer gewölbten Decke lag, während die vorderen Räume des Erdgeschosses gerade Decken aufweisen. Die Küche hatte eine Verbindung mit dem Mühlbach, der an der westlichen Schmalseite zwischen Prälatenbau und Küchenbau entlangführt. Ein kleiner Kanal verlief von ihm aus unter dem Gebäude hindurch zur Wetter.
Der Festsaal, der die drei östlichen Achsen im Obergeschoss einnimmt, zeichnet sich durch eine reiche Rokokoornamentik an der inneren Türrahmung, die das Abtswappen trägt, an den Fensternischen und der Decke aus.

#### Gartenhaus

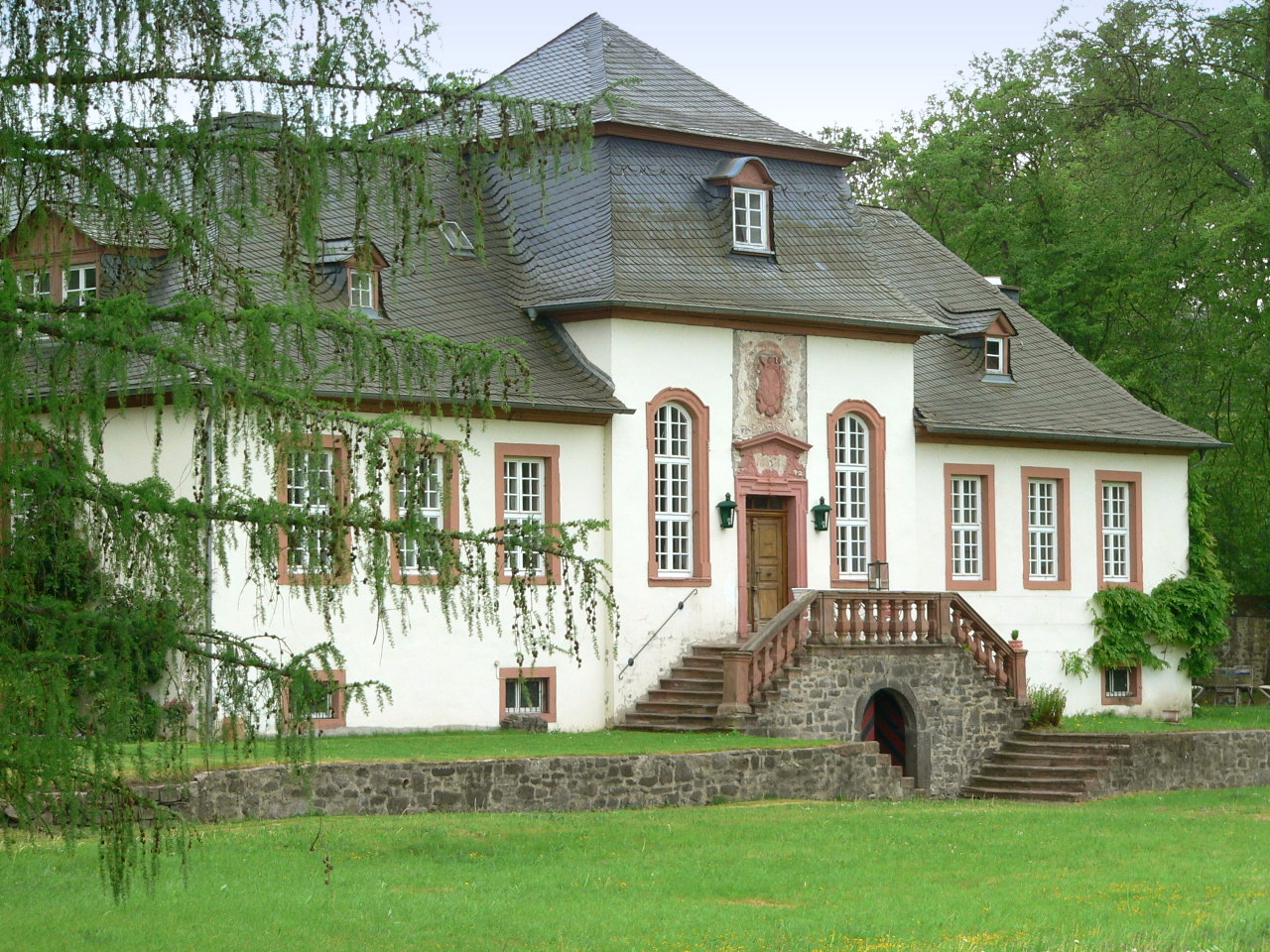
Gartenhaus

Das ebenfalls von Abt Peter Schmitt errichtete schlossähnliche Gartenhaus aus dem Jahr 1751 steht mit seinen Nebengebäuden etwas abseits der eigentlichen Klosteranlage hinter den Wirtschaftsgebäuden jenseits der Wetter und wird von der gräflichen Familie als Wohnhaus genutzt. Das kleine, eingeschossige Gebäude mit neun Achsen trägt ein Mansarddach. Während die seitlichen Fenster glatte Rahmungen haben, wird das Portal im ein wenig vorspringenden Mittelteil von zwei größeren Fenstern mit gerundetem Abschluss flankiert. Das Portal selbst, zu dem eine zweiläufige Freitreppe hinanführt, hat über einem geraden Sturz zunächst eine Stuck-Kartusche mit dem Namenszug des Abtes, darüber ein flaches Dach und schließlich das Abtswappen.
Vor der zweiläufigen Freitreppe zum Hauptportal erstreckt sich nahezu rechteckig, von einer niedrigen Steinmauer umgeben, der ursprünglich in barockem Stil angelegte frühere Abteigarten, der später mit Obstbäumen zum schlichten Nutzgarten umgestaltet wurde. Die Mittelachse der einstigen Barockanlage ist noch gut zu erkennen.

#### Pfortenbau

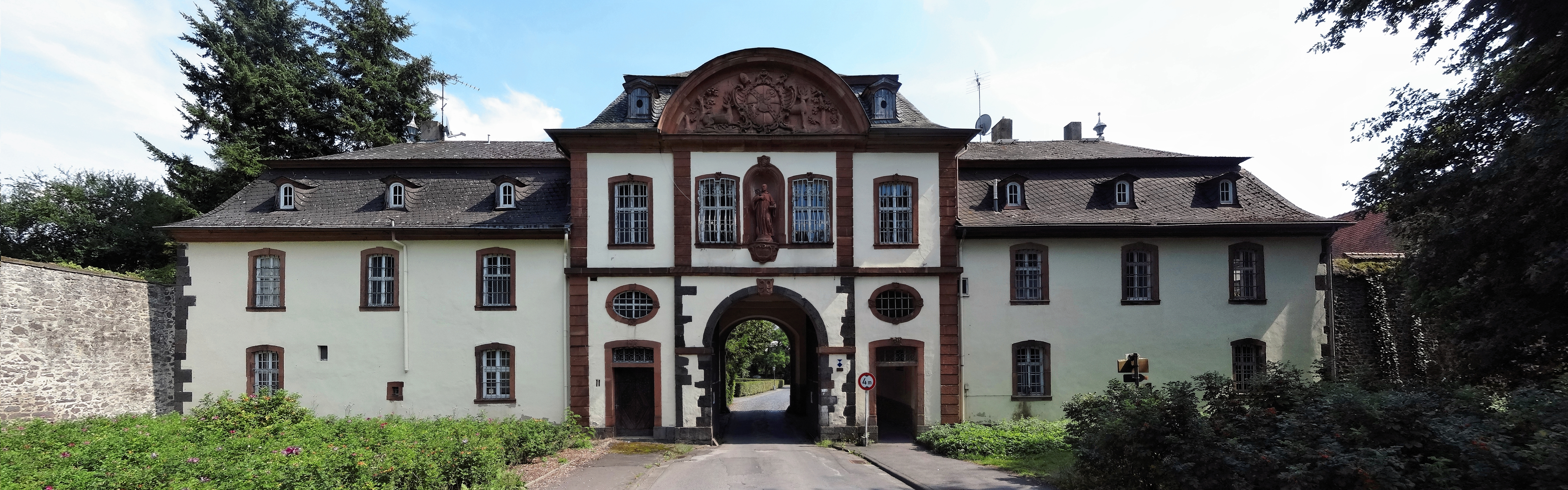
Pfortenbau

Der repräsentativste Bau der barocken Zeit ist der von Pater Coelestinus Wagner entworfene und von 1774 bis 1777 errichtete Pfortenbau, durch den die Hauptzufahrt von Westen her in den Klosterbezirk führt. Auftraggeber war der zweitletzte Arnsburger Abt Bernhard Birkenstock, der den Bau aus Anlass des 600-jährigen Bestehens des Klosters errichten ließ. Das Gebäude mit einer rundbogigen Durchfahrt, seitlichen Fußgängerdurchgängen und niedrigen Seitenflügel hatte einen mittelalterlichen Vorgängerbau, der nach den Zerstörungen von 1631 bis 1632 wiederhergestellt worden war, wie eine Zeichnung aus dem Jahre 1761, die sich im Besitz des Oberhessischen Museums in Gießen befand und heute nicht mehr vorhanden ist, zeigte.
Die Gesamtanlage wurde durch den barocken Neubau wesentlich vergrößert. An den höheren Mitteltrakt schließen sich beidseitig zweigeschossige Seitenflügel an, die an der Südseite drei-, an der Nordseite vierachsig mit je einer Tür an der Ostseite ausgestaltet sind. Lisenen gliedern die äußeren Kanten und die mittlere Begrenzung des Mittelbaus, der nach beiden Torseiten um 28 Zentimeter vorgezogen ist. Über dem außenseitigen Durchfahrtsportal befindet sich die Sandsteinskulptur des heiligen Bernhard von Clairvaux mit Buch und Krummstab als Hinweis auf die zisterziensische Zugehörigkeit des Klosters. An der Innenseite entspricht dieser Figur diejenige der Immaculata über Halbmond und Schlange. Beide Skulpturen stammen vom Mainzer Hofbildhauer Martin Binterim. Beide Torbogen werden von je einem Schlussstein mit dem Relief des Doppeladlers gekrönt.
Besonders betont wird die Außenseite des Mittelbaus durch einen großen Segmentgiebel, der wie auch das Konsolenband, aus rotem Sandstein besteht und seine Entsprechung an der Schauseite des Prälatenbaus hat. Abgebildet sind zwischen Bäumen und Hirschen ein stehendes Oval, in der sich das Arnsburger Wappen befindet, und darüber Mitra und Krummstab.

## Kulturelle Nutzung

### Kulturdenkmal

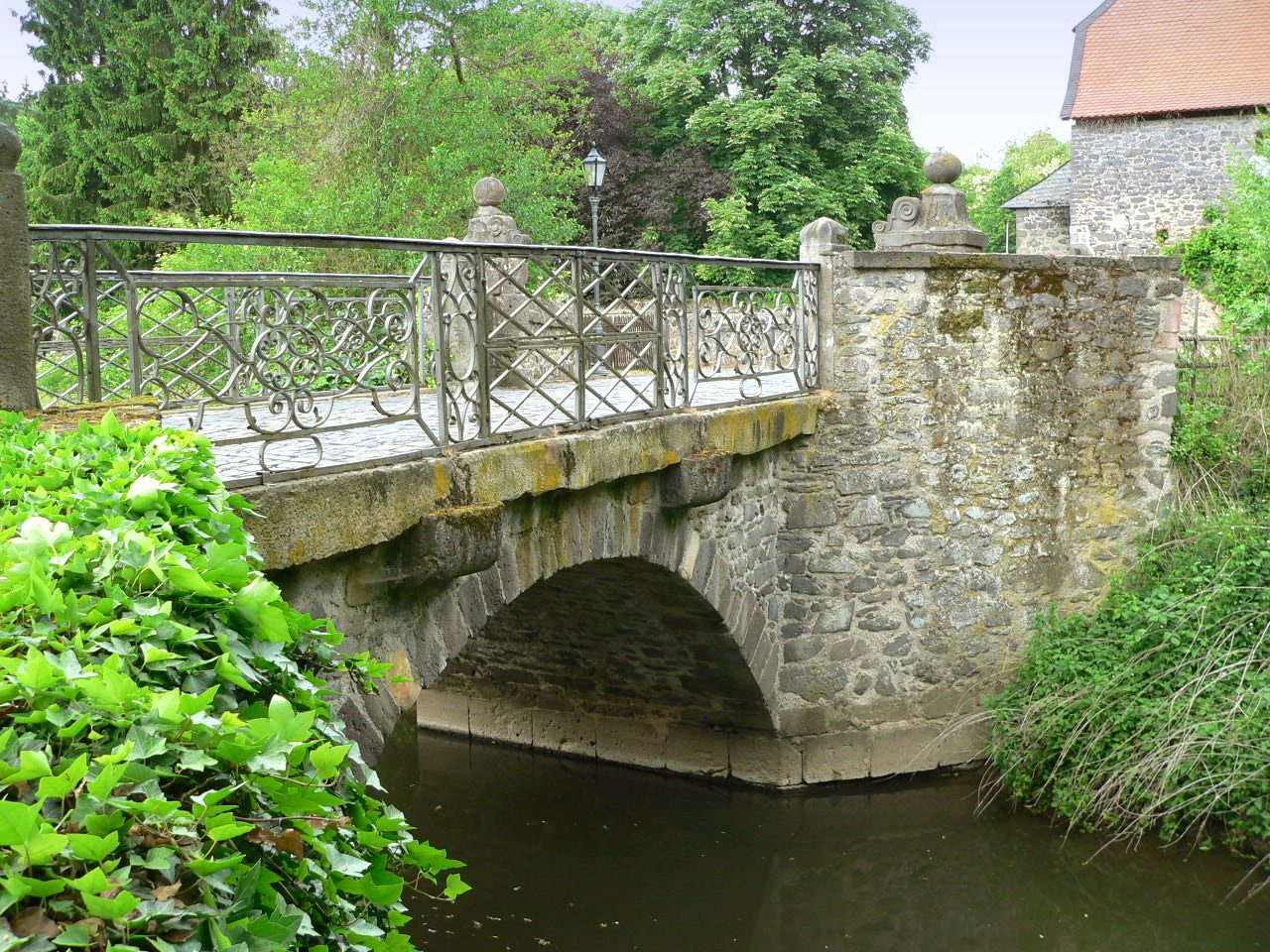
Brücke über die Wetter

Während die mittelalterliche Klosterkirche wenigstens als ausdrucksvolle Ruine bestehen blieb, verschwanden 1811 durch die Abrissgenehmigung einzelne Gebäude und ganze Gebäudekomplexe. Andere wurden nur zum Teil abgetragen und konnten durch die Initiative des Vereins Freundeskreis Kloster Arnsburg seit 1960 originalgetreu wiederhergestellt werden. Hierzu stellte die Familie Solms-Laubach nicht unerhebliche Mittel zur Verfügung.
Die barocken Bauten des 17. und 18. Jahrhunderts sind, bis auf den Konventsbau, erhalten und prägen, vorbildlich restauriert, das heutige Erscheinungsbild der gesamten Klosteranlage.
Nach der Zerstörung und Verwahrlosung der mittelalterlichen Klosterbereiche begann die Natur Oberhand zu gewinnen. Büsche und Bäume schlugen Wurzel auf den Mauerkronen der Klosterkirche und in der Kirche selbst. Bei der denkmalpflegerischen Sanierung 1983 wurde der Kompromiss eingegangen, nur die Nordmauern vom starken Efeu- und Baumbewuchs zu befreien, um die Ruinenromantik nicht zu stören. 2007 zeigten aber auch die Ostmauern schwere Beschädigungen durch den Bewuchs, sodass dieser ebenfalls entfernt werden musste, um die Kirchenruine zu erhalten.
Die Anlage ist heute ein Kulturdenkmal nach dem Hessischen Denkmalschutzgesetz.

### Kriegsopferfriedhof

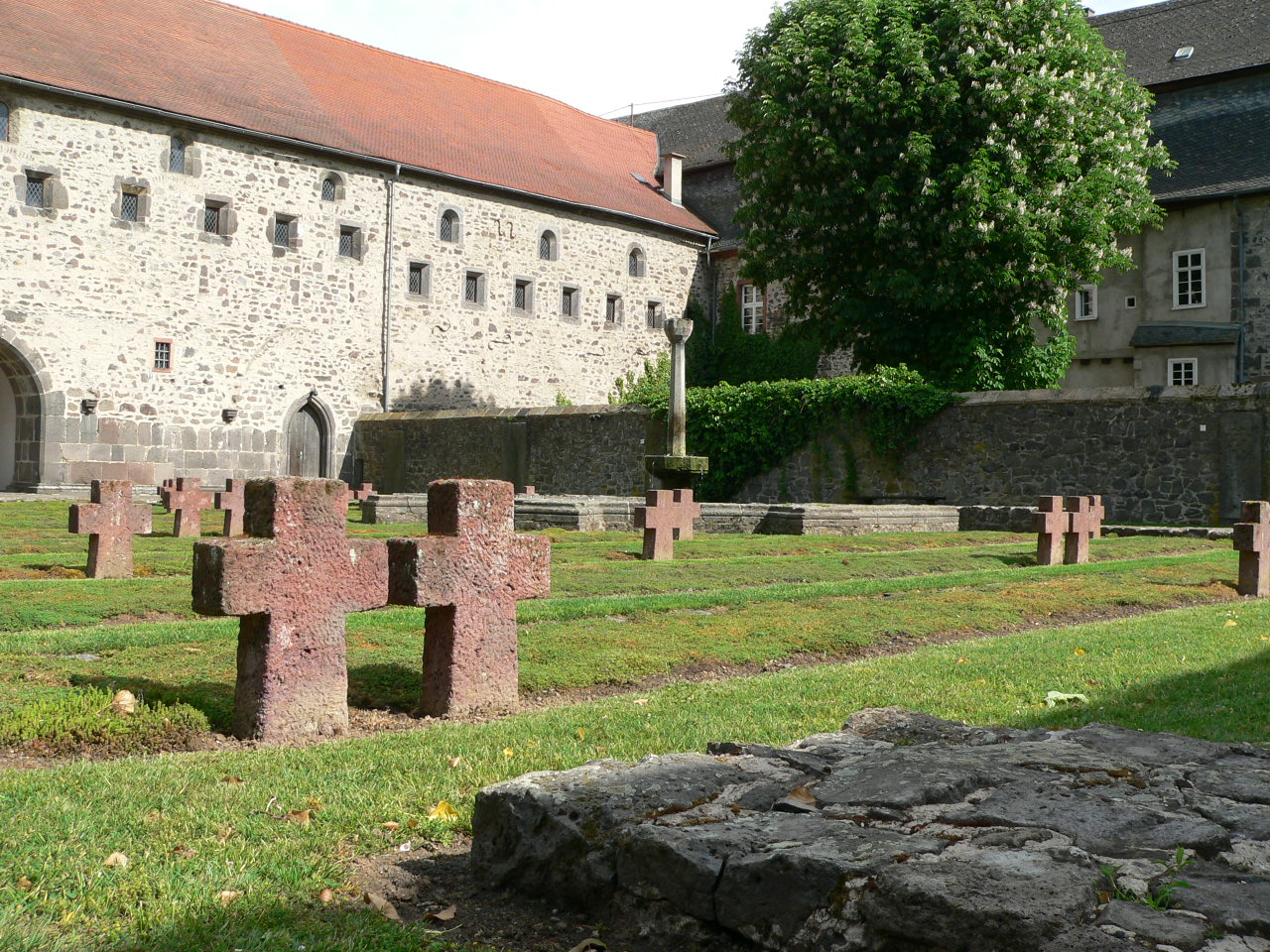
Kriegsopferfriedhof

Der Volksbund Deutsche Kriegsgräberfürsorge nahm Mitte der 1950er Jahre Verhandlungen mit den Klostereigentümern auf, um den als Holzlagerplatz missbrauchten Klosterhof innerhalb des Kreuzganggevierts wieder einer angemessenen, würdigen Nutzung zuzuführen. Es entstand der Plan, Opfer des Zweiten Weltkriegs, die weit verstreut in Gräbern der Landkreise Gießen, Alsfeld und Büdingen ruhten, ungeachtet ihrer ethnischen Herkunft in eine Kriegsopfergedenkstätte im Kloster Arnsburg umzubetten. Dieses Unterfangen war damals nicht selbstverständlich, sollte es sich doch um den ersten Kriegsgräberfriedhof überhaupt handeln, auf dem nicht nur deutsche Soldaten bestattet wurden, sondern auch Zivilpersonen aus anderen Nationen. Deshalb wählte man mit Bedacht für die Gedenkstätte nicht eine der gebräuchlichen Bezeichnungen wie Kriegsgräberstätte oder Soldatenfriedhof, sondern Kriegsopferfriedhof. Am Volkstrauertag 1959 wurde der Friedhof seiner Bestimmung als Gedenkstätte übergeben und baulich 1960 fertiggestellt.
447 mit Thymian bepflanzte und von Graswegen gesäumte Reihengräber sind innerhalb des Kreuzgangs angelegt. In Anlehnung an die Bestattungspraxis der Zisterzienser sind sie von West nach Ost ausgerichtet. Bronzetafeln am Fußende jedes Grabes tragen, soweit bekannt, die persönlichen Daten der Bestatteten, die oft nur aus einem Datum oder einer Jahreszahl bestehen. Über die Anlage verteilt stehen einzeln oder in Gruppen Steinkreuze aus rötlichem Lavatuff. Neben gefallenen Soldaten fanden auch verstorbene Kriegsgefangene und Fremdarbeiter aus der ehemaligen Sowjetunion, aus Polen, Ungarn, Rumänien, Frankreich und Luxemburg eine letzte Ruhestätte, unter ihnen 81 Frauen und sechs Männer aus verschiedenen Ländern, die bei Hirzenhain kurz vor dem Eintreffen der amerikanischen Armee am 26. März 1945 in einer Nacht-und-Nebel-Aktion von SS- und Gestapo-Leuten erschossen worden sind. Von den 87 Ermordeten konnte nur die Luxemburgerin Emilie Schmitz (Grab 320) identifiziert werden.
An diese Opfergruppe der nationalsozialistischen Herrschaft erinnert eine Gedenktafel an der Westseite des Kreuzgangs. Im an der Ostseite angrenzenden Kapitelsaal steht ein Gedenkstein in Form eines Altars (Mensa). Er trägt neben der lateinischen Inschrift Mortui viventes obligant („Die Toten verpflichten die Lebenden“) auch das Wappen von Arnsburg, das Band des Zisterzienserordens und die fünf Kreuze der Kriegsgräberfürsorge.

### Tourismus
Das Kloster Arnsburg ist von der Zufahrt an der B 488 ausgeschildert. Zwei Besucherparkplätze sind innerhalb der Klostermauer angelegt. Von ihnen aus führt ein Rundweg zu allen Gebäuden des Klosters. Der Eintritt zur Basilika, zum Dormitorium und zum Mönchsfriedhof ist kostenpflichtig. In der ehemaligen Klostermühle befand sich ein Restaurant, das bis 2013 auch den Bursenkeller als Festsaal bewirtschaftete und im Obergeschoss des Bursenbaus ein Hotel betrieb. Der Restaurantbetrieb wurde nach dem Brand der großen Zehntscheune im August 2022 eingestellt.
Ein schmaler Fußweg ermöglicht es, die Klostermauer in ihrem ganzen Umfang an der Außenseite zu umwandern. Außerhalb der Klostermauern gelangt man zum 800 Meter südwestlich gelegenen Hainfeld mit der Ruine der Burg Arnsburg. Weitere 600 Meter südwestlich befinden sich die Reste des römischen Kastells Arnsburg-Alteburg. Burg und Kastell spielten eine wichtige Rolle in der Geschichte des Klosterbaus. Ehemalige Klosteranlage, Burg Arnsburg und das Kastell Arnsburg-Alteburg wurden in den Kulturhistorischen Wanderweg Muschenheim integriert und können auf gepflegten Routen erkundet werden.

### Freundeskreis
Im Jahre 1960 wurde der Freundeskreis Kloster Arnsburg e. V. gegründet, der seitdem zahlreiche erhaltende und rekonstruierende Baumaßnahmen durchgeführt hatte. Hierfür wurden bis 2022 rund sechs Millionen Euro aufgewendet, um in der Kirchenruine die verwitterten Mauerkronen abzutragen und mit drei Bruchsteinschichten zu sichern, das Mauerwerk zu verfugen, die nördlichen Seitenschiffgewölbe wiederherzustellen und zu befestigen, die Nord- und Chorkapellenfundamente sowie die der Apsiden freizulegen und aufzumauern, vier Chorbögen aus Lungstein wieder einzubringen und mit Sandsteinplatten die Wege zum Mönchsfriedhof, zum Dormitorium und zum Mönchssaal besser begehbar zu machen.
Mit Unterstützung der Evangelischen Kirche in Hessen und Nassau wurde das Paradies ausgebaut und wieder für Gottesdienste nutzbar gemacht sowie für diesen Raum eine Barockorgel erworben.
In Zusammenarbeit mit dem Volksbund Deutsche Kriegsgräberfürsorge konnten Kreuzgang und Kapitelsaal hergerichtet werden und im Ostbau die Sakristei, der Durchgangsraum neben dem Kapitelsaal, der ehemalige Mönchssaal und die beiden Treppenaufgänge zum Dormitorium instand gesetzt werden. Im Dormitorium wurden beschädigte Gewölbe und Gurtbögen und vier Gewölbefelder der mittelalterlichen Fenstergruppen erneuert, die Säulen aufgerichtet, der Südteil mit Balkendecke ausgebaut und Bühne, Heizung, Nebenräume, Toiletten und Beleuchtung instand gesetzt.
Die ehemalige Bäckerei und die früheren Zugänge zum abgerissenen Konventsgebäude im barocken Küchenbau wurden ausgebaut und der Treppenturm der Schmiede restauriert, die Dachflächen von Ostbau und Wirtschaftsgebäuden mit Biberschwanzziegeln neu gedeckt, die 1,6 Kilometer lange Klostermauer wurde in mehreren Abschnitten gesichert und der Mönchsfriedhof einschließlich des Kruzifixes instand gesetzt.
Die Suche nach der Burg Arnsburg als Klosterursprung wurde unter finanzieller Beteiligung des Freundeskreises 1981 begonnen und führte 1982 durch Luftaufnahmen von Prof. Baatz, dem Direktor des Saalburgmuseum, zum Erfolg, sodass bereits 1984 die Ausgrabung dieser Burganlage samt der Heiligkreuzkapelle begonnen und 1986 als Bodendenkmal aufgemauert der Öffentlichkeit zugänglich gemacht werden konnte.
Dafür wurde der Freundeskreis 1987 vom Deutschen Nationalkomitee für Denkmalschutz, damals beim Bundesministerium des Innern, mit der Silbernen Halbkugel des Deutschen Preises für Denkmalschutz ausgezeichnet.
Im Jahr 2022 wurde dem Freundeskreis Kloster Arnsburg e. V. vom Eigentümer der Klosteranlage nach 62 Jahren gekündigt. Ein Schwerpunkt der Vereinsarbeit wird zukünftig die kulturgeschichtliche Erforschung darstellen.